# Группа советских военных специалистов во Вьетнаме
Группа советских военных специалистов в Демократической Республике Вьетнам (вьет. Đoàn cố vấn quân sự Liên Xô tại Việt Nam) — сводное воинское формирование Вооружённых Сил СССР, направленное в Демократическую Республику Вьетнам (ДРВ) по приглашению правительства страны и лично Хо Ши Мина и оказывавшее военную и инженерно-техническую помощь Вьетнамской Народной Армии (ВНА) и Национальному фронту освобождения Южного Вьетнама (НФОЮВ). По данным Главного оперативного управления Генерального штаба ВС СССР, за период с июля 1965 года по декабрь 1974 года во Вьетнам в качестве советских военных специалистов всего было направлено 6359 генералов и офицеров и более 4,5 тыс. солдат и сержантов срочной службы. Среди советских офицеров было немало офицеров-фронтовиков (командиры зенитно-ракетных полков и дивизионов, старшие групп), имевших за плечами опыт Великой Отечественной войны. Противостоять Вооружённым силам США и контингентам вспомогательных сил других государств Северному Вьетнаму помогало также незначительное количество военных и гражданских специалистов из стран социалистического лагеря: Болгарии и Чехословакии, а также Республики Куба.
Данные о потерях за военный период разнятся и составляют от семи до шестнадцати человек. По свидетельству полковника госбезопасности И. Н. Морозова, в дополнение к погибшим было несколько десятков раненых, а также тех, у кого на почве регулярных авиабомбардировок развился контузионный невроз и сопутствующее ему расстройство психики.
В послевоенный период (1975—2002 гг.) во Вьетнаме (главным образом, в авиационных происшествиях) погибло 44 советских военнослужащих. Их имена выбиты на гранитной плите Мемориального комплекса в Камрани.
Поводом для оказания вьетнамским коммунистам военной помощи было применение Соединёнными Штатами Америки против них химического оружия, напалмовых бомб, боеприпасов с эффектом объёмного взрыва, гербицидов и дефолиантов.
С августа 1964 года США начали против ДРВ «воздушную войну», в ходе которой американцами было совершено свыше двух миллионов самолётовылетов (включая полмиллиона боевых) на территорию Северного Вьетнама. Помощь СССР и других социалистических стран создавала помехи американскому стратегическому господству в воздухе.
Рассеивая йодистый свинец и серебро в дождевых облаках, американцы вызывали проливные дожди, которые затрудняли перемещение войск и техники, затапливали значительные территории, ухудшая не только снабжение воинских формирований, но и условия жизнедеятельности населения в целом. Фитотоксикантами было поражено около 43 % всей посевной площади Южного Вьетнама и 44 % площади лесов. Все применявшиеся фитотоксиканты оказались токсичными для человека и теплокровных животных. Всё это, в конечном итоге, побудило ООН принять, согласно резолюции 31/72 Генеральной Ассамблеи от 10 декабря 1976 года, Конвенцию «О запрещении военного или любого иного враждебного использования средств воздействия на природную среду», которая поставила вне закона использование окружающей среды как средство ведения войны.
Бомбардировки Вьетнама за весь период войны, за исключением 1972 года (См. ниже Операция «Лайнбэкер-2»), носили стратегический характер. В рамках операции «Rolling Thunder» в сентябре 1967 г. американцы сделали особый упор на уничтожении объектов тыловой инфраструктуры: заводов, портов, электростанций, складов и хранилищ, мостов и транспортных развязок, автомобильных и железнодорожных коммуникаций, кораблей и судов, железнодорожных составов, грузовых автомобилей. С другой стороны, американские лётчики жаловались на то, что им запрещено бомбить советские корабли, с которых выгружались зенитные ракеты.
Практически вся территория ДРВ представляла собой театр военных действий, и понятие «тыл» там отсутствовало.
После вывода американских войск из Индокитая, в годы Холодной войны советские военные специалисты во Вьетнаме обеспечивали стратегические военно-политические интересы СССР в Юго-Восточной Азии и контролировали морские коммуникации, отслеживая перемещения кораблей ВМФ США и других стран НАТО, а также ВМФ НОАК в акваториях Южно-Китайского и Филиппинского морей, в Индийском океане и западной части Тихого океана
.

## История советской военной помощи и военно-технического сотрудничества СССР с Вьетнамом

### Предыстория
В 1941 году в обороне Москвы среди ополченцев было и несколько вьетнамских добровольцев. Незначительное количество этнических вьетнамцев служило в войсках НКВД. Вскоре после окончания Великой Отечественной войны И. В. Сталин оказывал помощь Хо Ши Мину в его борьбе против французских колониальных экспедиционных сил, и на территории Вьетнама с 26 октября 1946 по 13 января 1947 гг. работала советская военная миссия. Имеются сведения об участии советских военнослужащих в Первой Индокитайской войне.
По линии Пограничных войск КГБ СССР в стране в 1957—1961 годах работал Н. Ф. Карацупа, занимаясь созданием и обучением местных пограничных войск. Одна из пограничных застав во Вьетнаме была названа его именем.
Специалисты Министерства обороны СССР, в малом количестве, находились во Вьетнаме по меньшей мере с начала 1960-х гг. Так, в 1960 г., по просьбе вьетнамского правительства, командующим ВТА СССР маршалом авиации Н. С. Скрипко была отправлена группа советских лётчиков для организации обучения вьетнамских авиаторов и осуществления воздушных перевозок.
В начале 1960-х годов Советский Союз вмешался в гражданскую войну в Лаосе. На территории Вьетнама и Лаоса постоянно базировались авиационные эскадрильи Ли-2 и Ил-14, которые выполняли боевые полёты по переброске войск и грузов. В 1961 году во Вьетнаме работали экипажи 319-го отдельного Краснознамённого вертолётного полка им. В. И. Ленина. В 1964 году в стране находился 339-й военно-транспортный авиационный полк, занимавшийся перевозками войск, боевой техники и боеприпасов во Вьетнам. С 1961 по 1964 год в стране работали лётчики 11-й отдельной армии противовоздушной обороны.
Оказывая помощь Патет Лао в 1960—1963 годах, экипажи ВТА СССР выполнили свыше 1900 боевых вылетов с налётом 4270 часов, перевезли 7460 человек и 1000 тонн грузов, в том числе с выброской парашютным способом с территории Демократического Вьетнама на аэродромы и площадки в Лаосе.
К этому времени относится и первая военная потеря СССР во Вьетнаме — при исполнении служебных обязанностей 17 февраля 1961 г. погиб военный специалист старший лейтенант А. Н. Соломин.

### После 1965 года
Профиль направленных советских специалистов (лётчики-транспортники и артиллеристы) и их чрезвычайно малое количество сделали невозможным выполнение поставленных задач, когда во Вьетнаме развернулись полномасштабные боевые действия (до этого во Вьетнаме действовали только подразделения «зелёных беретов» из состава Сил специального назначения Армии США, а также южновьетнамская армия). В апреле 1965 года в Москву прибыла партийно-правительственная делегация ДРВ во главе с Ле Зуаном с просьбой об оказании экстренной военной помощи. 6 июля 1965 года, в соответствии с ранее подписанными соглашениями, Совет Министров СССР принял Постановление № 525—200, на основании которого в ДРВ была создана Группа советских военных специалистов (СВС). В соответствии с Межправительственным соглашением, 16 апреля 1965 года в Ханой прибыла группа советских военных специалистов. В тот же день через территорию КНР эшелоном прибыли около двухсот зенитчиков-ракетчиков из Бакинского округа ПВО вместе с техникой.
На начальном этапе войны между военно-политическим руководством Вьетнама, Китая и Советского Союза складывались весьма непростые отношения. Расхождение позиций сторон отчётливо проявилось в ходе визитов в СССР в январе-феврале 1964 года делегации Партии трудящихся Вьетнама во главе с её первым секретарём Ле Зуаном и делегации Национального фронта освобождения Южного Вьетнама, посетившей Советский Союз летом того же года. Просьбы вьетнамской стороны об увеличении помощи оружием и боеприпасами, а также об открытии постоянного представительства НФОЮВ в Москве были встречены советским руководством более чем сдержанно: после нашумевшего Карибского кризиса 1962 года Н. С. Хрущёв придерживался линии на улучшение отношений с Вашингтоном и явно не желал нового прямого столкновения Советского Союза и США теперь уже в Юго-Восточной Азии. Последовавшее в октябре 1964 года отстранение Н. С. Хрущёва от власти привело к определённому повороту в советско-вьетнамских отношениях. В начале февраля 1965 года во Вьетнам с визитом прибыла партийно-правительственная делегация во главе с председателем Совета Министров СССР А. Н. Косыгиным. Подписанные по итогам визита двусторонние соглашения, — в частности, Межправительственное соглашение об оказании ДРВ всесторонней помощи в отражении воздушной агрессии США, — создали необходимые предпосылки для широкого советско-вьетнамского экономического и военно-технического сотрудничества.

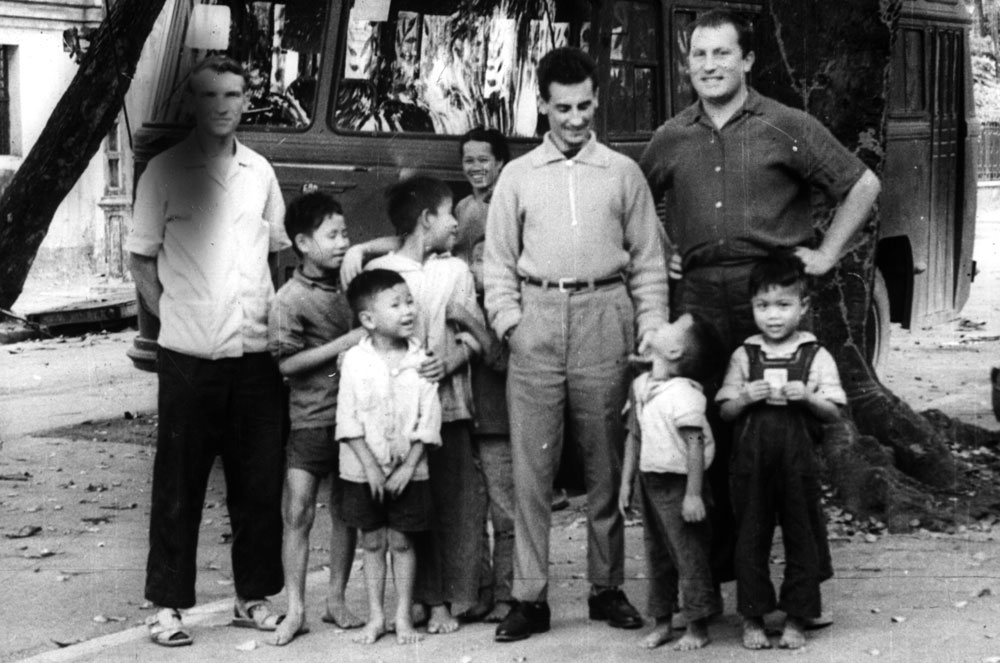
Советские офицеры вместе с вьетнамскими детьми. Хайфон, середина 1960-х гг.

С 1965 года вьетнамская сторона стала получать необходимые виды советского вооружения, особенно для сил противовоздушной обороны (ПВО). Доля военной помощи составила 60 % от общей экономической. В 1968 году помощь Советского Союза Демократической Республике Вьетнам составила около 542 млн рублей, причём большая её часть (361 млн рублей) была предоставлена на безвозмездной основе.
Параллельно с поставками военного имущества началось обучение личного состава Вьетнамской Народной Армии в советских военных учебных заведениях. Во Вьетнам перебрасывались новые партии вооружения, в том числе зенитно-ракетные комплексы (ЗРК) СА-75 «Двина», истребители МиГ-17 и МиГ-21, истребители-бомбардировщики Су-17, бомбардировщики Ил-28, транспортные самолёты Ил-14 и Ли-2, зенитная артиллерия среднего и малого калибра, радиолокационные станции обнаружения, техника связи, и т. д. Для доставки этих грузов активно использовались военно-транспортные самолёты Ан-12 и Ан-22. Наибольшей интенсивности поставки вооружения достигли после 1971 года, когда северовьетнамское правительство согласовало вопрос о вторжении Вьетнамской Народной Армии в Южный Вьетнам. В этой операции участвовали 14 дивизий ВНА и несколько отдельных полков, оснащённых советским стрелковым оружием (частично изготовленным на китайских предприятиях по советским лицензиям), танками Т-34 и Т-54 с инфракрасными прицелами ночного видения и 100-мм танковыми пушками, а также 130-мм артсистемами. Поступали из СССР и средства связи, малые боевые корабли и т. д.

## Оценка политической ситуации, положения на театре военных действий и дальнейшее развитие событий
Генерал-майор Г. А. Белов, направленный в 1965 году старшим группы советских военных специалистов, писал в своих воспоминаниях, что на момент отправки группы у советского командования не было единой точки зрения на развитие и характер боевых действий ВС США против ДРВ. Не исключалась высадка американского десанта на территорию Северного Вьетнама и развитие боевых действий сухопутными силами, поэтому, сообразуясь с потенциальной угрозой, руководителем группы советских специалистов был назначен общевойсковой генерал, а не специалист ПВО, хотя активные боевые действия в тот период и в последующем разворачивались лишь в небе Вьетнама. Однако советским военным командованием допускалась возможность отправки во Вьетнам и сухопутных войск.
Тогдашний руководитель Центра исследований СССР и Восточной Европы при Университете Мичигана У. Циммерман, имея доступ к совершенно секретной информации, полагал, что присутствие советского военного контингента было условным сигналом американскому руководству, чтобы те воздержались от возможного вторжения в Северный Вьетнам. Циммерман, анализировавший советскую служебную документацию, утверждает, что лейтмотивом этих документов было намерение пойти на прямое советское военное вмешательство с отправкой регулярных частей Советской Армии в случае, если в Вашингтоне решили бы пойти на эскалацию конфликта. Страх перед прямым советским и китайским вмешательством в войну удерживал руководство США от дальнейшей эскалации конфликта.
События, однако, разворачивались по корейскому сценарию: первыми из СССР во Вьетнам прибыли военные советники и гражданские специалисты, а с началом массированных бомбардировок — инструкторы пилотов истребителей, сотни операторов радиолокационных станций и зенитно-ракетных комплексов, которые в основном прикрывали стратегически важные объекты: столицу Ханой, мосты на Красной реке и порты.

## Командный состав
| Звание | Звание                | Имя              | Годы                |
| --- | --------------------- | ---------------- | ------------------- |
| генерал-майор | Артиллерия            | А. М. Дзыза      | IV.1965 — IX.1965   |
| генерал-майор | Общевойсковая эмблема | Г.А. Белов       | IX.1965 — X.1967    |
| генерал-лейтенант | Авиация               | В. Н. Абрамов    | X.1967 — XII.1968   |
| генерал-лейтенант | Артиллерия            | Б. А. Стольников | XII.1968 — XII.1970 |
| генерал-майор | Общевойсковая эмблема | Н. К. Максименко | XII.1970 — XII.1972 |
| генерал-майор | Артиллерия            | А. И. Хюпенен    | XII.1972 — I.1975   |
| Главный военный советник Министра обороны Социалистической Республики Вьетнам Trưởng Đoàn cố vấn quân sự Liên Xô tại Việt Nam |                       |                  |                     |
| генерал армии | Общевойсковая эмблема | Г. И. Обатуров   | 1979—1982           |
| генерал армии | Общевойсковая эмблема | Ф. Ф. Кривда     | 1982—1984           |
| генерал-полковник | Общевойсковая эмблема | Ю. Ф. Зарудин    | XI.1985 — XII.1988  |

| Звание        | Звание     | Имя              | Годы                |
| ------------- | ---------- | ---------------- | ------------------- |
| генерал-майор | Артиллерия | А. М. Дзыза      | IV.1965 — IX.1965   |
| генерал-майор | Артиллерия | В. С. Кислянский | IX.1965 — X.1967    |
| полковник     | Артиллерия | Н. И. Кульбаков  | X.1967 — IX.1968    |
| полковник     | Артиллерия | А. И. Стучилов   | IX.1968 — XII.1969  |
| полковник     | Артиллерия | В. А. Гуде       | XII.1969 — XII.1970 |
| полковник     | Артиллерия | Ю. В. Коленкин   | XII.1970 — XII.1971 |
| полковник     | Артиллерия | А. И. Пузанов    | XII.1971 — XII.1972 |
| полковник     | Артиллерия | К. С. Бабенко    | XII.1972            |

| Звание        | Звание  | Имя             | Годы      |
| ------------- | ------- | --------------- | --------- |
| полковник     | Авиация | С. А. Сомов     | 1960—1961 |
| генерал-майор | Авиация | В. П. Сенченко  | 1966—1967 |
| генерал-майор | Авиация | Е. Н. Анциферов | 1968—1969 |
| генерал-майор | Авиация | Н. В. Сутягин   | 1970—1971 |
| генерал-майор | Авиация | М. И. Фесенко   | 1972      |

Обстановка порой требовала от руководства личного присутствия в местах работы своих подчинённых.

## Работа специалистов Войск противовоздушной обороны СССР
Вьетнам с краткосрочными визитами посещали представители высшего военного руководства СССР: к примеру, зимой 1965 года здесь побывал маршал артиллерии П. Н. Кулешов, который вместе с комиссией из ГРАУ изучал вопрос о поставках зенитных ракетных комплексов: рассматривались пути их транспортировки, оценивались места для их подготовки и развёртывания.

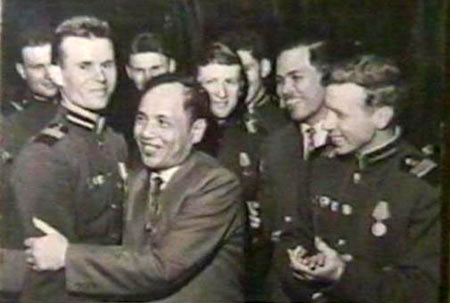
Партийно-правительственную делегацию, возглавляемую министром иностранных дел ДРВ Нгуен Зуй Чинем (в центре), от имени гвардейцев Путиловско-Кировского зенитно-ракетного полка ПВО СССР приветствует гв. ст. сержант Николай Колесник (слева), только что вернувшийся из Вьетнама. Митино, 26 марта 1966 г.

С марта 1965 года на вооружение вьетнамских войск ПВО начали поступать советские 37-мм зенитные пушки 61-К и 57-мм зенитные пушки АЗП-57, а с июля — зенитные ракетные комплексы СА-75 «Двина». Всего, по сведениям полковника И. Я. Куминова, с 1965 по 1972 год во Вьетнам из Советского Союза было поставлено 95 зенитно-ракетных комплексов и 7658 ракет к ним. Советской стороной был разработан типовой штат зенитно-ракетного полка для ВНА и организационно-штатная структура учебных центров, в которых советские военные специалисты проводили обучение вьетнамских расчётов ЗРК СА-75.
Как сообщает канд. воен. наук М. А. Анайманович, в политорганы частей и соединений Войск ПВО СССР поступали многочисленные письма солдат, сержантов и офицеров, в которых они изъявляли желание быть отправленными во Вьетнам.
Благодаря усилиям советской пропаганды само предложение отправиться во Вьетнам воспринималось как «честь», однако имели место и попытки уклониться от неё.
В Свердловске на базе 4-й отдельной армии ПВО формировалась первая группа советских специалистов-ракетчиков для спецкомандировки. Всех отобранных кандидатов тщательно проверяли, изучали, проводили с ними многочисленные беседы. Параллельно проводились различные занятия на технике ЗРК С-75. Прибывшие офицеры присматривались друг к другу и к своим возможным подчинённым из числа солдат и сержантов. Никто ничего не знал конкретно о целях командировки, о стране назначения и о своей роли в этой поездке. Только в начале февраля, когда каждый из них был персонально вызван к одному из членов военного совета армии, стала известна страна назначения — Демократическая Республика Вьетнам — и очень приблизительно, задачи и цели командировки.

### Учебные центры зенитно-ракетных войск

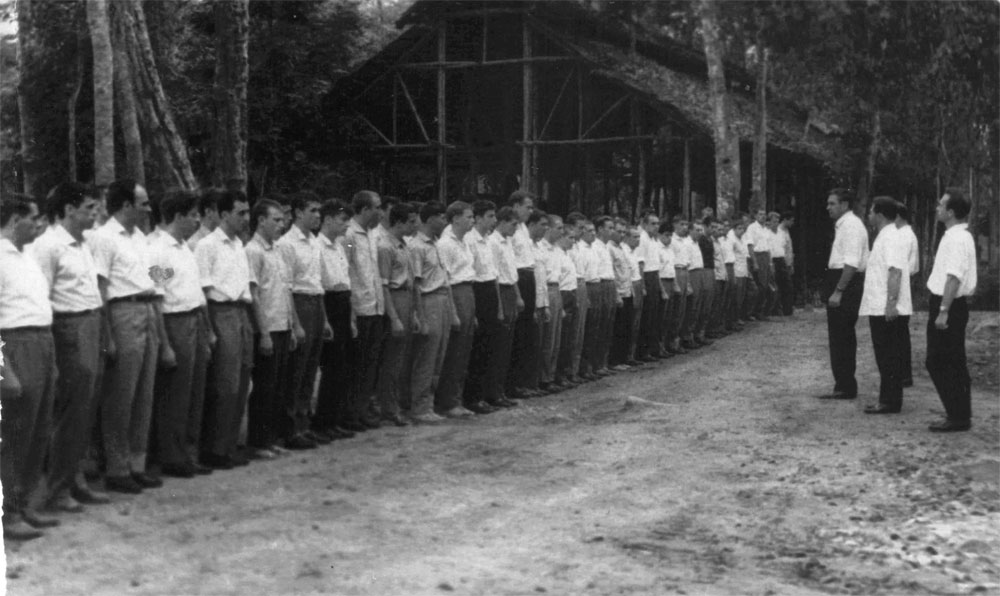
Построение инструкторско-преподавательского состава 1-го Учебного центра зенитно-ракетных войск ВНА, созданного советскими военными специалистами во Вьетнаме, 1965 год

Перед советниками была поставлена задача в кратчайший срок подготовить и ввести в строй первые два зенитно-ракетных полка Вьетнамской Народной Армии. Недалеко от Ханоя были организованы два учебных центра: 1-й (Московский) Учебный центр готовил личный состав 236-го зенитно-ракетного полка Вьетнамской Народной Армии, его возглавил полковник М. Н. Цыганков.; 2-й (Бакинский) Учебный центр под руководством генерала Н. В. Баженова готовил личный состав 238-го (второго) зенитно-ракетного полка.
В июле 1965 года на подкрепление прибыли самолётом ещё 100 человек из Московского округа ПВО, в сентябре — следующая группа советских военных специалистов (СВС), а к началу 1966 года Группа СВС уже насчитывала 382 человека. С апреля 1965 по май 1967 года во Вьетнам, «…для выполнения правительственного задания в ДРВ», во вновь формируемые Учебные центры было отобрано и направлено 2266 советских военных специалистов из состава Войск ПВО СССР, сразу же включавшихся в учебно-боевой процесс подготовки личного состава ПВО Вьетнамской Народной Армии.
238-й зенитно-ракетный полк ВНА, как уже сказано, обучали специалисты Бакинского округа ПВО и два-три офицера-преподавателя Орджоникидзевского высшего зенитного ракетного командного училища ПВО. Как свидетельствует полковник А. Б. Заика, 238-й полк приступил к боевым действиям, не пройдя полный курс обучения. Вместо обучения по годичной программе полк через три месяца получил приказ о выходе на позиции с задачей ведения боевых действий и продолжения обучения вьетнамских специалистов в боевых условиях.
Учебный центр, расположенный в джунглях недалеко от Ханоя, представлял собой тщательно замаскированные, построенные из бамбука домики для проживания, хозяйственные постройки и классы. Классы представляли собой деревянные сараи с земляным полом и тростниковой крышей. Обучение усложнялось необходимостью перевода, от грамотности которого зачастую и зависел весь процесс. Советские преподаватели работали дифференцированно — каждый специалист вёл определённый сектор, одну или две дисциплины.
Впоследствии, после получения техники, там же были развёрнуты зенитные ракетные комплексы для изучения материальной части и обучения боевой работе. В учебном центре выход в эфир был строго запрещён, поэтому обучение осуществлялось с помощью имитатора. Несмотря на необычные климатические условия — большую влажность — и увеличенную продолжительность учебного дня, инструкторский состав делал всё возможное для подготовки расчётов ВНА. Занятия проводились с утра (а подъём у вьетнамцев очень ранний — в 4:00, то есть ещё затемно) до позднего вечера с двухчасовым перерывом в жаркий вьетнамский полдень.

### Работа специалистов зенитно-ракетных войск ПВО СССР

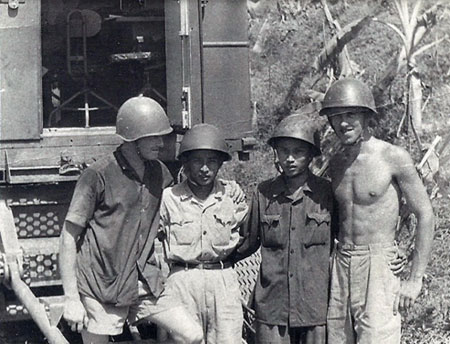
Типичная боевая обстановка: Советские воины-зенитчики с офицерами 7-го зенитно-ракетного полка ВНА (в центре), апрель 1967 года

Советским военным специалистам прежде всего предстояло создать систему противовоздушной обороны (своей системы ПВО у Северного Вьетнама фактически не было), в которую включались находящиеся на боевых позициях зенитно-ракетные полки, полки ствольной зенитной артиллерии, полк истребительной авиации (на самолётах МиГ-17 и МиГ-21), части радиотехнических войск (РТВ) и др.
В июле 1965 года были развёрнуты на боевых позициях дивизионы СА-75М в окрестностях Ханоя. Боевые расчёты состояли из советских военных специалистов, которых в каждом дивизионе насчитывалось до 30—35 человек, и обучаемых ими вьетнамских расчётов в роли стажёров-дублёров. Первый противовоздушный бой с участием СА-75М в условиях войны состоялся 24 июля 1965 года в 50 километрах северо-восточнее Ханоя. Кандидат военных наук, полковник А. С. Мальгин сообщает, что в этот день два зенитно-ракетных дивизиона при отражении удара авиации США сбили почти одновременно три проходивших боевую обкатку самолёта F-4C, выпустив по ним всего четыре ракеты. Пуски проводились на встречном курсе, на средних высотах в условиях отсутствия радиопротиводействия. Это стало неожиданностью для американского командования: до этого их машины на высотах свыше 5 км летали, ничего не опасаясь, а разведка не сумела вскрыть факт появления советских ЗРК в районе Ханоя. Были предприняты немедленные меры по уничтожению позиций дивизионов, но это не удалось сделать, так как подразделения постоянно маневрировали, меняя позиции.
В память об этом событии Во Вьетнамской Народной Армии 24 июля отмечается как День зенитных ракетных войск.
Полковник В. Арон сообщает, что эту победу приписали офицерам ВНА капитанам Нгуен Бан Тхаку и Нгуен Ван Няню. Фактически же главными действующими лицами являлись советские военные специалисты подполковники Борис Можаев и Федор Ильиных. В дальнейшем психологический барьер первых пусков преодолевали вместе — советский офицер нажимал кнопку «Пуск», а вьетнамский офицер наведения нажимал на неё уже после старта ракеты, иногда и не подозревая об этом.

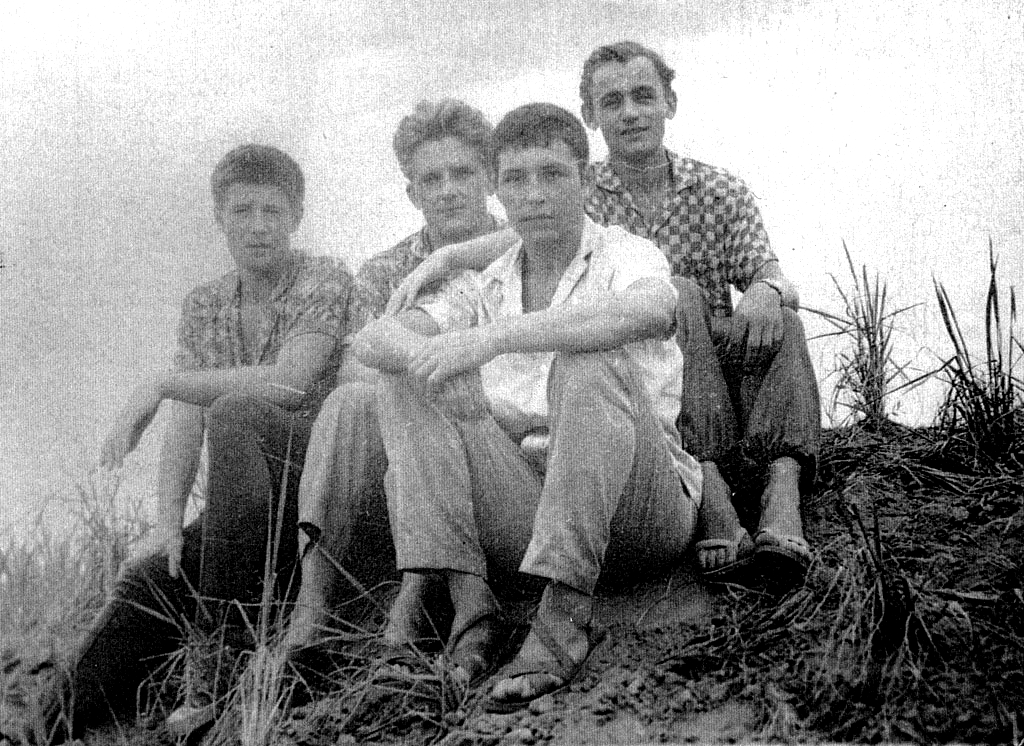
Расчёт кабины управления 63 дивизиона 236 ЗРП, участвовавший в первом зенитно-ракетном бою 24 июля 1965 г.

В боевых действиях во Вьетнаме впервые в военной истории было применено зенитно-ракетное оружие, которое показало весьма высокую эффективность в борьбе с авиацией. Однако очередной массированный удар по ДРВ был проведён уже 27 июля (спустя три дня после первого применения ракет). Американцы признают потерю над ДРВ 11 самолётов в течение тех двух недель, когда их авиация, по информации Колесника, там не летала. По официальным данным США, во Вьетнамской войне американская авиация теряла один самолёт на каждые 60 самолёто-вылетов, в то время как в Корейской войне, где американцам также противостояли советские зенитчики-артиллеристы, она теряла лишь один самолёт на 750 вылетов.
На первых порах противник нёс серьёзные потери. Известны случаи, когда одной зенитной управляемой ракетой удавалось сбить сразу два, и даже три самолёта противника, шедшие в плотном боевом порядке. Однако после первых, сравнительно лёгких побед, начались бои с переменным успехом. Американцы внесли ряд изменений в свою тактику: разработали кинжальные удары по дивизионам, стали успешно применять атаки на малых высотах, на самолётах появились устройства по предупреждению о входе в зону излучения ЗРК и старте ракет, ставились активные помехи, отрабатывались противоракетные манёвры. Стали применяться самонаводящиеся противорадиолокационные ракеты (ПРР).
Американские самолёты и корабли очень активно и результативно применяли ответно-импульсные, активно-шумовые, пассивные помехи. Ответно-импульсные помехи на экране радиолокационных средств наблюдались в виде большого количества ложных отметок от воздушных целей, что затрудняло или полностью исключало возможность опознавания отметок от реальных целей. Активно-шумовые помехи засвечивали полосу на пол-экрана и таким образом исключали наблюдение за целями. Пассивные помехи представляли собой металлическую игольчатую мишуру, обладавшую большой радиолокационной отражающей способностью, которая сбрасывалась по маршруту полёта прямо перед самолётом. Помехи ставились как непосредственно самими боевыми самолётами, так и специальными постановщиками помех KC-135 Stratotanker, а также кораблями ВМФ США из района патрулирования в Тонкинском заливе. Авиация ВВС и ВМФ США к концу 1966, и особенно в 1967 году, перешли к более интенсивному радиоэлектронному подавлению ЗРК на всех частотах, внедрили в практику новые тактические приёмы и технические средства создания и применения радиопомех. В этих условиях советскими зенитчиками были выработаны и переданы вьетнамской стороне новые рекомендации по организации и ведению боевых действий в условиях радиоэлектронной борьбы: такие, как использование различных режимов работы станций наведения ракет, способы наведения ЗУР с максимальным использованием пассивного режима работы каналов цели, использование ручной перестройки частоты магнетронов в процессе сопровождения цели, подбор ракет по мощностям ответчиков и чувствительности приёмников радиовзрывателей и др. Своевременно были выданы рекомендации по стрельбе в условиях применения противником ПРР AGM-45 Shrike.
Американцы шли и на другие хитрости, например, пристраиваясь в хвост к гражданским рейсам «Аэрофлота», направляющимся во Вьетнам, и пытаясь таким образом избежать обнаружения системой ПВО Вьетнама. Но и эта уловка не срабатывала.
Согласно информации МООВВВ, Пентагон разработал план уничтожения Ханоя. Случалось, что американцы совершали на Северный Вьетнам более двухсот самолёто-вылетов в день.
По радио и в печати регулярно сообщалось, что американские самолёты были сбиты зенитчиками Вьетнамской Народной Армии — это делалось с целью поднятия боевого духа солдат и ополченцев в сражениях с авиацией противника. Вьетнамское командование ежедневно обнародовало количество сбитых самолётов противника. Для этой цели в городах на специальных щитах после каждого боя записывались все данные с нарастающим итогом.

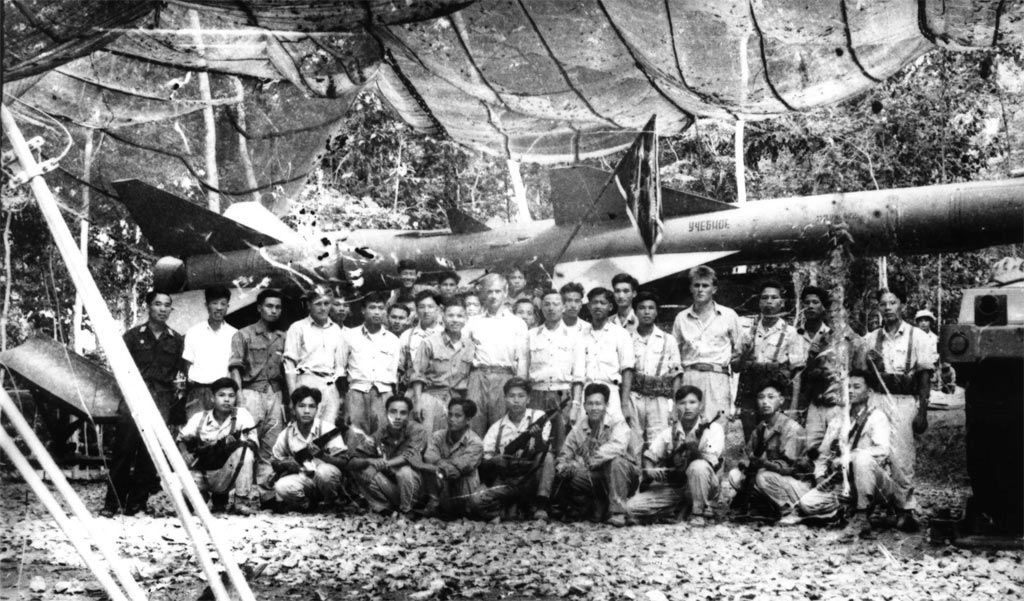
Учебный центр ЗРВ во Вьетнаме, весна 1965 года

По свидетельству участника первого зенитно-ракетного боя, генерал-лейтенанта Нгуена Ван Фиета, советские наставники обучали их методично и очень тщательно, как теории, так и практике боевого применения зенитно-ракетных войск
Первые боевые пуски, как уже говорилось, производили советские ракетчики, а вьетнамские расчёты, участвуя во всех операциях, были стажёрами-дублерами. В последующих боях все операции по подготовке пуска и наведению ракет выполняли вьетнамцы, а советские ракетчики лишь страховали их, оперативно исправляя возможные ошибки.
Особенно удачно ракетчики применяли тактику действий из засад. Быстро меняя позицию после каждого боя и искусно маскируясь, зенитно-ракетные дивизионы встречали самолёты противника там, где они и не ожидали. В покинутом месте вьетнамцы оборудовали ложные ракетные позиции. Слегка замаскированные, окрашенные известью бамбуковые «ракеты» были хорошей приманкой для американцев. Такие муляжи прикрывали вьетнамские ствольные зенитные батареи, эффективно действовавшие по низколетящим целям: на ложной позиции, кроме слегка замаскированных макетов пусковых установок с ракетами были ещё макеты кабин станций наведения ракет, и даже чёрные бамбуковые стволы «зенитных орудий» прикрытия в отдалении, а настоящие батареи зенитчиков находились в других местах и били по авиации противника, создавая купол кинжального огня над ней.
После проведения вьетнамскими расчётами нескольких успешных боёв часть советских специалистов снималась с боевых позиций и приступала к обучению личного состава новых зенитно-ракетных полков, а в действующих вьетнамских полках оставались небольшие группы, по 10—12 человек, из наиболее опытных советских военных специалистов, выполнявших обязанности инструкторов, ремонтников и советников одновременно, представляя собой своеобразное инженерно-интеллектуальное ядро полка. Технические вопросы решались путём выезда соответствующих специалистов на объекты (зенитно-ракетные дивизионы), где производилось устранение неисправностей и неполадок или же проводились совместно с вьетнамскими специалистами плановые профилактические (регламентные) работы.
Применение советских зенитно-ракетных комплексов во Вьетнаме привело к резкому снижению эффективности налётов американской авиации на территорию ДРВ и заставило американцев спуститься со средних высот (3-5 тыс. м) на низкие (50—200 м), где они стали более уязвимыми для ствольных зенитных средств ПВО Вьетнама.
Таким образом, с помощью советских военных специалистов в ДРВ была создана мощная современная система ПВО, включающая в себя зенитные ракетные войска, зенитную артиллерию, истребительную авиацию, радиотехнические войска, систему командных пунктов и средств связи. Особенно большая работа была проведена по созданию системы ПВО районов Ханоя и Хайфона — в течение всей войны, и особенно в период наиболее активных действий американской авиации в 1967 и 1968 годах, в этих районах была самая сильная противовоздушная оборона. Это подтверждают многочисленные воспоминания как американских лётчиков, участвовавших в налётах на Северный Вьетнам, так и военного командования, американской прессы. Из показаний пленных американских лётчиков известно, что они очень боялись лететь на задания по нанесению ударов в районе Ханоя, так как там они несли очень большие потери от средств ПВО. Как удалось выяснить из допросов пленных американцев, полёт в эту зону, а она на американских топографических авиационных картах была обозначена как «зона № 6», американские пилоты называли полётом в зону «гроб» (6 досок).
Полковник А. Б. Заика, во Вьетнаме руководивший полковой группой советских военных специалистов 238-го ЗРП ВНА, в своих воспоминаниях предостерегает читателей от мысли, что в целом победы давались легко. Это не так. По его твёрдому убеждению, американские лётчики не были «мальчиками для битья». Это были опытные, храбрые, целеустремлённые воины, отлично владеющие передовой по тому времени техникой и мощным вооружением, встреча с ними в бою требовала полной самоотдачи. Противоборство советских зенитно-ракетных комплексов и американской авиации во Вьетнаме шло с переменным успехом, но по мере развития и усиления системы ПВО Вьетнама преимущество все больше переходило на сторону частей ПВО ВНА, что способствовало также более успешным боевым действиям национально-патриотических сил Южного Вьетнама. В декабре 1972 года американцы предприняли последнюю попытку взломать систему ПВО Северного Вьетнама и добиться перелома в войне. Ими была тщательно спланирована воздушная операция под кодовым названием «Лайнбэкер-2». Главными объектами бомбардировок были намечены столица ДРВ Ханой, порт Хайфон, стратегические дороги, идущие на Юг, и тропа Хо Ши Мина, ведущая из Северного в Южный Вьетнам. В операции ВВС США задействовали более 700 боевых самолётов, в том числе 83 «летающих крепости» — стратегических бомбардировщика B-52. Всего же было совершено 34 массированных удара и 2814 самолёто-вылетов, сброшено 13 тыс. тонн бомб.
Борьбу со стратегической авиацией вели в основном группировки ЗРВ ВНА, находящиеся на обороне центрального промышленного района, аэродромов ВВС, столицы ДРВ Ханой, порта Хайфон.

### Практические результаты работы и вклад в советскую военную науку
В 1965—1966 годах, американская авиация ежесуточно производила 150—300 самолётовылетов на объекты в ДРВ. В период наиболее интенсивных действий авиации ударам подвергались от 15 до 30 объектов в сутки. В такой обстановке командование ВНА, ориентируясь на «партизанские» методы борьбы с воздушным противником, как правило, не ставило перед ЗРП задачи защиты объектов, а преследовало цель сбивать самолёты меньшим количеством ракет и сохранить ЗРК тактикой ведения боя из засады, с частой сменой позиций.
Авиация США наносила приоритетные удары по складам ЗУР на позициях ЗРВ, по пусковым установкам и по поездам, которыми доставлялись ракеты. В связи с этим была апробирована и сформулирована система эшелонирования ракет в полку и дивизионах с учётом наиболее рациональной схемы их доставки на позиции дивизионов в ходе боевых действий и при манёвре, без снижения эффективности боевого применения.
Налёты бомбардировщиков B-52 проходили в условиях сложнейшей воздушной обстановки для ЗРВ ВНА и полковых групп СВС, характеризующейся применением интенсивных радиопомех, действием самолётов отвлекающих групп, групп подавления и имитации, а также применением противорадиолокационных ракет. Этим обусловливался ряд особенностей в действиях зенитно-ракетных дивизионов: станции наведения ракет работали только на приём, что обеспечивало радиомаскировку ЗРК, а расчёты могли оценивать воздушную обстановку, не выдавая своего местонахождения. Станции разведки и целеуказания работали в обычном режиме.
Помощь СССР и других стран социалистического лагеря позволила ПВО ДРВ эффективно бороться с американскими ВВС. Из нескольких тысяч сбитых вьетнамской ПВО американских самолётов и вертолётов подавляющее большинство были уничтожены зенитной артиллерией и зенитно-ракетными войсками.
28 декабря 2012 года на встрече с генерал-лейтенантом В. Н. Бондаревым министр обороны Вьетнама генерал армии Фунг Куанг Тхань подчеркнул, что победа Вьетнама в войне против США стала возможна благодаря ратному труду тысяч советских воинов-зенитчиков в течение двенадцати дней и ночей в декабре 1972 года — «Дьенбьенфу в воздухе», или операции Linebacker II, как она именовалась американцами. Сокрушительное поражение США в этой операции, ставшей кульминацией целого десятилетия войны, по сей день с восторгом вспоминают во Вьетнаме, одновременно благодаря советских военных специалистов за то, что они сделали эту победу реальностью, и сравнивая её с советской победой над немецко-фашистскими захватчиками в Сталинградской битве.
Руководитель исследований Центра зарубежных военных исследований Армии США подполковник Армии США Л. У. Гро и капитан ВВС США Д. К. Дренковски, лично участвовавший в операции Linebacker II, в своей специальной работе, посвящённой данной операции, отмечают, что, каким бы удивительным это не казалось на первый взгляд, но наиболее объективную картину и комментарии к данной операции дают именно советские военные специалисты, прикомандированные к частям ПВО ВНА. Авторы цитируют главным образом статьи генерал-полковника А. И. Хюпенена, опубликованные в «Военно-историческом журнале». Единственным моментом, где Хюпенен мог, по их мнению, немного «слукавить», является его сравнительно невысокая оценка эффективности боевого применения американских противорадиолокационных ракет. Основания предполагать так возникли у них после общения Дренковски с одним из вернувшихся в США американских военнопленных, который во время его перевозки по территории ДРВ в районе Ханоя обратил внимание на большое скопление металлолома, внешне напоминающего приёмно-передающие кабины советских ЗРК, которых он насчитал около четырёхсот, многие из которых, по словам бывшего пленника, имели следы поражения ракетами AGM-45 Shrike и AGM-78 Standard ARM. Учитывая, что с апреля 1965 по декабрь 1974 ода Советский Союз поставил во Вьетнам 95 зенитно-ракетных комплексов СА-75М: 92 — трёхкабинного варианта и 3 — шестикабинных (всего 312 модулей кабин, в том числе 95 приёмо-передающих кабин «П»), то получается, что американский военнопленный сумел насчитать на 38 разбитых ЗРК больше, чем их было в составе ЗРВ ВНА за весь период войны.
ВВС США официально заявляли, что во время операции они зафиксировали от 800 до 1000 пусков зенитных ракет. Согласно советским данным, было выпущено лишь 266 ракет. Вьетнамцы несколько завышали количество сбитых ими B-52, но при этом и к данным ВВС США о потерях летательных аппаратов также следует подходить с осторожностью. Дело не только в желании занизить свои потери и завысить противодействие противника, но и в особенностях сбора данных: к примеру, если американский самолёт был повреждён в результате работы ПВО противника так, что уже не подлежал ремонту, но при этом пилоту удалось его посадить, то это не считалось потерей. Американские пилоты, каждый отдельно, фиксировали все пуски противником зенитных ракет, которые они заметили во время полёта, — при этом, если один пуск видели несколько пилотов, то эта цифра суммировалась. Система американской радиоэлектронной разведки (ELINT) могла зафиксировать признаки пуска, но не сам пуск, и таких ложных срабатываний могло быть очень много, учитывая разницу между зенитно-ракетной и обыкновенной ракетной артиллерией. Самолёты могли пропадать с экранов радаров благодаря действию активных помех, и их исчезновение могло расцениваться как уничтожение; кроме того, были случаи нескольких успешных пусков по одной цели, при этом каждый расчёт записывал победу в свой актив.
Гро и Дренковски делают отсылку к советским источникам, ибо лишь они, по их мнению, предоставляют точные сведения относительно количества выпущенных ракет, что неудивительно — им надо было регулярно подавать командованию данные об их расходе. Но в то же время советские военные специалисты, не имея возможности самим проверить, упал ли сбитый ими самолёт или же ему удалось уйти из сектора обстрела, во многом зависели от цифр, которые предоставит им вьетнамская сторона.
А. И. Хюпенен называет следующие потери американцев за 12 суток проведения операции: 81 самолёт (из них 34 — B-52, и 3 — F-111). В целом, давая общую оценку деятельности ПВО и ВВС ВНА, Хюпенен убеждён, что боевые действия были успешными, что можно подтвердить методом сравнения: во Второй мировой войне на тысячу самолёто-вылетов американская авиация теряла 9 самолётов, в Корее — 4, в ДРВ в среднем — 17, а в декабре 1972 года — 34. Помимо американцев, вьетнамцы также признают труды Хюпенена одним из наиболее объективных и беспристрастных обзоров воздушной войны над Вьетнамом, что отмечается в их центральном военном издании — газете «Народная Армия» — официальном печатном органе Министерства обороны Вьетнама.
1 января 1973. Понедельник. Вчера Никсон отдал приказ о прекращении бомбардировок. Впервые с 18 декабря легли спать в свои постели раздевшись и впервые не бегали в бомбоубежища.
Почти такие же цифры называет А. Б. Широкорад, который сообщает, что за 12 дней операции на города Северного Вьетнама было сброшено более 100 тыс. бомб. В свою очередь, силы ПВО ДРВ сбили 80 американских самолётов, в том числе 23 стратегических бомбардировщика B-52. Так или иначе, ещё никогда до этого, стратегическая и тактическая авиация США не несла таких тяжёлых потерь за такой короткий срок. 1 января 1973 года, когда Р. М. Никсон подписал указ о завершении операции «Лайнбэкер-2», каждому советскому военному специалисту передали поздравления от Президента Хо Ши Мина, от командования Вьетнамской Народной Армии и от Общества вьетнамо-советской дружбы.
Из всех стрельб за этот период, самыми эффективными были стрельбы, проведённые путём сосредоточения огня двух дивизионов по одной цели. В восьми таких стрельбах было уничтожено шесть самолётов, то есть эффективность таких стрельб была равна 75 %.
Согласно Гро и Дренковски, общая оценка, данная на основе советских источников, является взвешенной, детальной и исчерпывающей, поскольку Вооружённые силы СССР были заинтересованы в объективном анализе данной авиационной операции ВВС США, так как задействованные в ней B-52 были изначально спроектированы как средство доставки ядерных бомб для планировавшихся американцами бомбардировок Советского Союза в ходе потенциально возможной ядерной войны. Итак, при отражении воздушной операции ВВС США «Лайнбэкер-2» зенитно-ракетные войска сбили почти в восемь раз больше самолётов, чем истребительная авиация. «Гордятся ли этим фактом ракетчики?» — задаётся вопросом А. И. Хюпенен, — Ответ один: Несомненно. Но поводов для бахвальства здесь нет, и говорить, что ЗРВ важнее и «главнее» истребительной авиации, не следует.

### Боевое применение зенитно-ракетного комплекса С-75 и его модификаций
В контексте влияния вьетнамского опыта на развитие средств противовоздушной обороны, интересна судьба зенитно-ракетного комплекса С-75 «Десна», который был принят на вооружение 22 мая 1959 г., став глубокой модернизацией комплекса СА-75 «Двина». По результатам боевого применения во Вьетнаме комплекс был ещё раз модернизирован и получил название С-75М «Волхов». По данным лейтенанта Д. С. Смирнова, только за 1972 год во Вьетнаме с помощью С-75М/СА-75 было сбито более 420 целей, из них 51 — В-52. Применение С-75 буквально изменило ход войны во Вьетнаме.
Как отмечает кандидат военных наук, доцент, полковник А. Благовестов, начиная с июля 1965 года, этот комплекс достойно показал себя уже не просто в поединках с одиночными разведывательными самолётами, а в боях при отражении массированных ударов авиации ВВС США.
Вступив в борьбу с американскими самолётами во Вьетнаме, эти ЗРК заставили американцев отказаться от массированных бомбардировок вьетнамских городов, а военных стратегов полностью пересмотреть свои взгляды на использование авиации в современной войне. Чрезвычайно высокую эффективность боевого применения ЗРК в Северном Вьетнаме в течение 1965 г. отмечает полковник А. С. Мальгин: на один выведенный из строя (или уничтоженный) дивизион приходилось 23 сбитых американских самолёта. Это был самый высокий показатель по соотношению потерь за все локальные войны, в которых применялся ЗРК С-75. Всего, по его данным, в 1965—1973 годах только комплексы СА-75 уничтожили около 1300 американских самолётов и беспилотных летательных аппаратов.
Генерал-майор авиации Ю. И. Галушко, а также М. А. Шершнев и В. И. Карпенко — научные сотрудники Университета воздушных сил им. Ивана Кожедуба — дают общую цифру в 1400 новейших американских самолётов, сбитых комплексом СА-75.
Доктор технических наук профессор В. М. Буренок пишет о более чем 2500 американских боевых самолётах, уничтоженных во Вьетнаме системами СА-75.

### Трудности, с которыми пришлось столкнуться

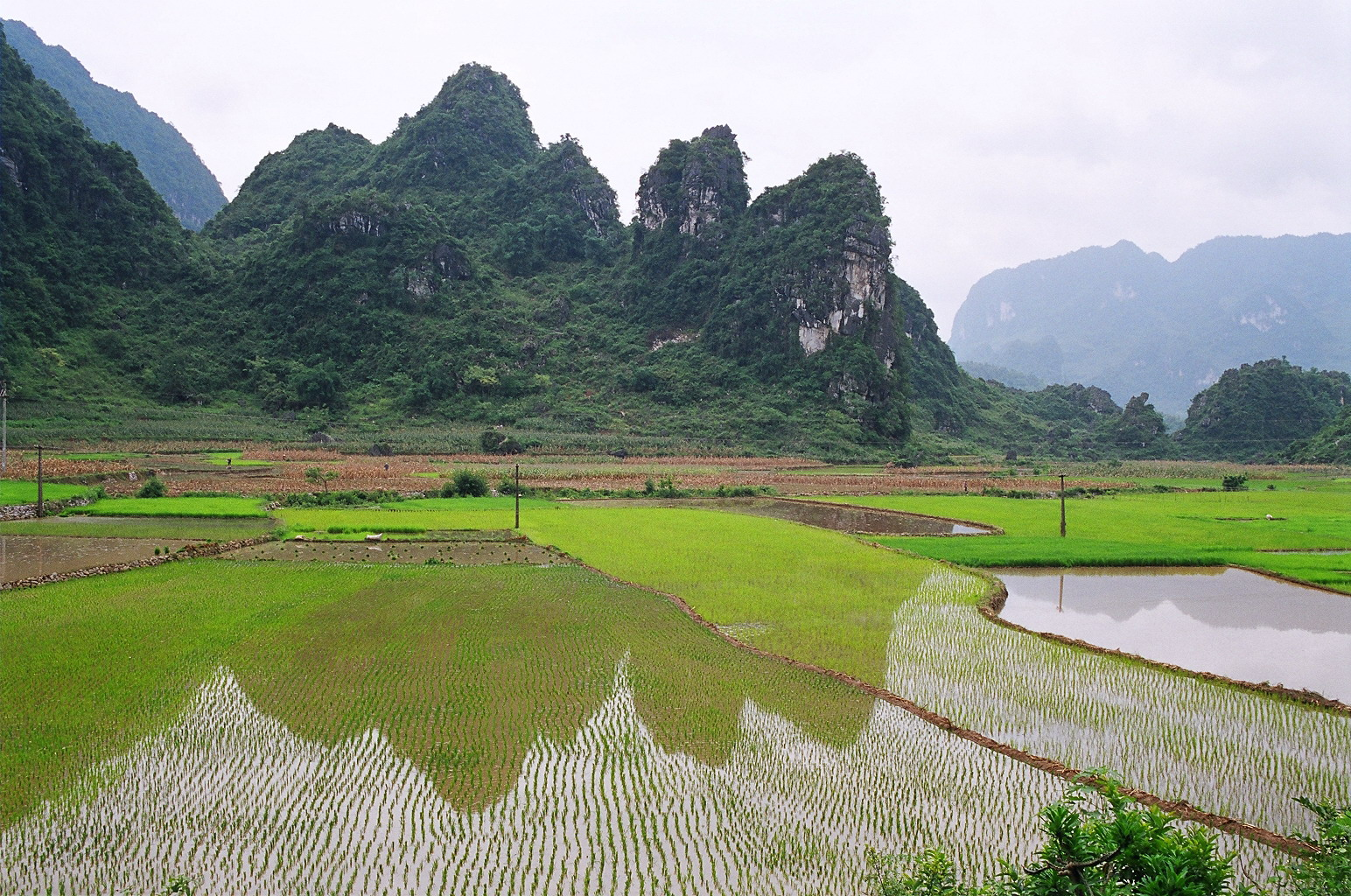
Из-за сложного гористого рельефа местности индикаторы радиолокационных станций были перегружены местными отражениями на фоне которых воздушная цель зачастую «проваливалась» или просто исчезала с экранов Трудности представлял не только рельеф местности, но и зеркальное отражение сигнала от рисовых полей, особенно при стрельбе по низколетящим целям, когда оператор был вынужден постоянно следить, чтобы ракета не врезалась в землю

Как отмечает полковник Р. А. Казаков, ошибочно было бы оценивать результаты работы советских зенитчиков с чисто арифметических подсчётов, так как, сопоставляя количество налётов авиации и ответных ракетных пусков, утверждать о высокой эффективности применения ЗРДн следует с оговоркой, а именно — высокий профессионализм ракетчиков сталкивался с такими реалиями, которые существенно снижали боевые возможности, а порой и исключали обстрел целей, отчего фактический результат работы напрямую зависел от профессионализма советских специалистов, и лишь во вторую очередь от боевых возможностей их оружия. Так, например, из-за сложного гористого рельефа местности индикаторы радиолокационных станций были крайне загружены местными отражениями, на фоне которых цель зачастую «проваливалась» или просто исчезала. Точное сопровождение цели оператором, гарантирующее поражение цели, срывалось. На фоне интенсивных отражений местный предмет легко мог быть принят за исчезнувшую цель, а исправление ошибки в условиях дефицита времени было равносильно срыву стрельбы. В таких условиях расчёту важно было, сохраняя хладнокровие, выдерживать заданную скорость перемещения антенн. И цель, как правило, проявлялась. Дальнейшие действия сводились к быстрому захвату цели и обеспечению необходимой точности сопровождения. Вся работа проводилась в режиме ручного сопровождения, об автоматическом не могло быть и речи. Боевая работа велась в сложнейших условиях тропического климата. Специалисты часами безвылазно находились в металлическом помещении, где температура порой доходила до +70 C°, по этой же причине техника чаще обычного выходила из строя, что требовало повышенной ответственности и дополнительного напряжения сил боевого расчёта. Более-менее нормальный сон для ракетчиков, как правило, не превышал четырёх часов. Были и некоторые другие моменты, влиявшие на эффективность боевых действий и исход стрельбы. Так, например, в распоряжении офицера наведения готовыми к пуску чаще всего было не более четырёх ракет вместо положенных шести. Выбор стартовых позиций был вне компетенции советских специалистов, а под развёртывание дивизиона предоставлялся весьма ограниченный участок. Таким образом, фактический сектор обстрела позволял дивизиону стрелять не более чем в две цели единовременно. Перезарядка во время налёта, как правило, не использовалась, ввиду того, что по дивизиону тут же наносился ответный ракетно-бомбовый удар, либо американцы проводили доразведку, а дивизион за это время передислоцировался. Имели место и такие факты, когда по независимым от советских специалистов причинам представители вьетнамского командования ставили условия, связанные с ограничениями стрельбы в определённых секторах и на определённых высотах, что фактически было равносильно запрету на стрельбу.

### Общие результаты работы зенитчиков
| Статистика сбитых американских средств воздушного нападения | Статистика сбитых американских средств воздушного нападения | Статистика сбитых американских средств воздушного нападения | Статистика сбитых американских средств воздушного нападения | Статистика сбитых американских средств воздушного нападения |
| Род войск                                                   | 1965                                                        | %                                                           | 1966-67                                                     | %                                                           |
| ----------------------------------------------------------- | ----------------------------------------------------------- | ----------------------------------------------------------- | ----------------------------------------------------------- | ----------------------------------------------------------- |
| зенитно-ракетные войска                                     | 102                                                         | 12 %                                                        | 592                                                         | 34 %                                                        |
| зенитная артиллерия                                         | 739                                                         | 86 %                                                        | 1014                                                        | 56 %                                                        |
| истребительная авиация                                      | 16                                                          | 2 %                                                         | 181                                                         | 10 %                                                        |

Профессор Академии военных наук РФ, кандидат военных наук полковник А. С. Мальгин отмечает, что на создание системы ПВО, которой фактически не было, уже в ходе войны в масштабе страны потребовалось больше года (дивизии ПВО появились в августе 1966 г. и включали лишь зенитные артиллерийские полки, а также оперативно подчинённые им радиотехнические батальоны). Причём опять-таки решающий вклад в дело внесли советские военные и гражданские специалисты-оборонщики. По его информации, уже в 1965 г. над Северным Вьетнамом было сбито 857 средств воздушного нападения США, а за следующие два года войны (1966—1967 гг.) американцы потеряли 1787 средств воздушного нападения. Эти успехи советского зенитного оружия, — как отмечает канд. воен. наук, полковник Л. Ф. Рязанов, — вынудили американцев усилить свою авиагруппировку к концу войны в 3,6 раза.

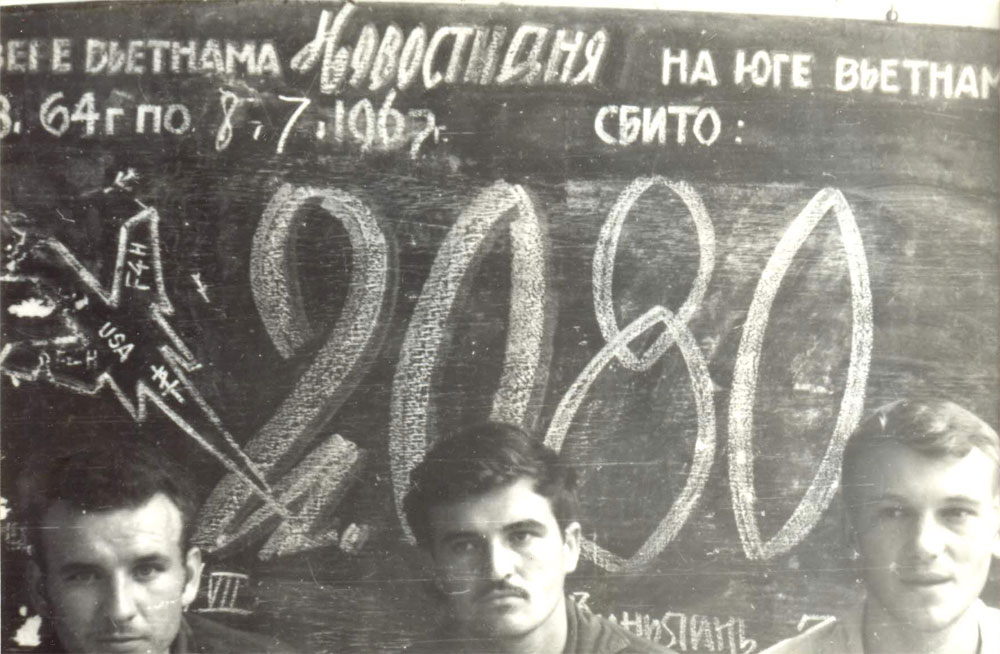
Доска ежедневного учёта количества сбитых американских самолётов и бойцы 43-го зенитно-ракетного дивизиона: 2080 самолётов противника с 5 августа 1964 по 8 июля 1967 года

Военный энциклопедический словарь, изданный ИВИМО, называет цифру 4 тысячи американских самолётов, уничтоженных ПВО ДРВ за период войны к концу 1974 года.
Главный научный сотрудник Института российской истории РАН доктор исторических наук А. В. Окороков в своей работе называет общие потери американцев за весь период войны: 8612 единиц авиационной техники, из них 3720 самолётов и 4892 вертолёта (по другим данным, при том же общем количестве уничтоженной авиатехники — 3744 самолёта и 4868 вертолётов), при этом в небе над ДРВ — 1095 самолётов и 11 вертолётов.
Сбитой американской техники было столько, что вьетнамцы устраивали выставки достижений советского зенитного оружия для западных журналистов. М. Варненска, неоднократно видевшая такие выставки, описывая свои впечатления от их посещения, сообщала о целых галереях, состоявших из гор искорежённого металла, — ни разу в жизни она не видела сразу такого количества обезвреженных смертоносных машин. В числе уничтоженных ЗРВ самолётов 76 % приходится на последние модификации того времени (F-111 Aardvark, F-4 Phantom II, A-4 Skyhawk, A-7 Corsair и др.)
А. Б. Краснов называет несколько меньшую цифру уничтоженных американских самолётов: 3706, из них 1770 — зенитными управляемыми ракетами, 350 — истребительной авиацией.
Гро и Дренковски считают, что хорошим подспорьем для создававшейся советскими специалистами системы противовоздушной обороны Вьетнама было то, что у ВВС США всегда было слабым звеном планирование. Да, оно было весьма тщательным, но в то же самое время очень предсказуемым и повторявшим избитые шаблоны: лётные порядки, воздушные маршруты, меры радиоэлектронного противодействия, время на проведение тех или иных этапов и цели операции — всё это было легко предсказуемо. И несмотря на многочисленные технологические инновации, использовавшиеся американцами, их использование было также предсказуемым, и эта предсказуемость всегда играла на руку вьетнамцам и помогавшим им советским военспецам.
Вероятно, единственным негативным фактором в обобщении и систематизации боевого опыта была его несвоевременность, в связи с чем имели место некоторые недочёты в период перед отправкой новых групп специалистов. Так, полковник Р. А. Казаков, прибывший во Вьетнам в апреле 1966 г., обращает внимание на то, что после нескольких месяцев боевых действий советских ракетчиков во Вьетнаме накопленный ими боевой опыт был покрыт завесой тайны. Реальную информацию из первых уст он услышал только по прибытии во Вьетнам, вместо того, чтобы уже быть подготовленным к противодействию тактике американской авиации.
Обобщение опыта Вьетнамской войны, опыта деятельности советских военных специалистов во Вьетнаме, по мнению генерал-лейтенанта А. И. Пушкина, заслуживает самой высокой оценки. Если говорить о военном опыте, то он не потерял своего значения и в настоящее время.

### Работа специалистов по радиопротиводействию и радиоэлектронной борьбе РТВ ПВО СССР
С началом эффективного поражения самолётов американской авиации ракетами комплексов С-75 началось активное радиопротиводействие со стороны американцев. Боевые расчёты впервые столкнулись с воздействием активных и пассивных помех по каналам визирования цели. Под воздействием помех на экраны радиолокационных средств наблюдались помехи в виде сплошных засветок, в виде движущихся отметок, аналогичных отметкам от целей. Это значительно затрудняло возможность правильно оценивать обстановку, осуществлять выбор, сопровождение и обстрел целей и зачастую приводило к пропуску целей. Американцы продолжали совершенствовать средства и способы подавления радиопомехами всех радиолокационных средств ПВО и ВВС ВНА. Это явилось поводом для подробного изучения не только способов применения помех, но и характеристик излучений аппаратуры радиопротиводействия. В мае 1968 года во Вьетнам, оснащённая специальной аппаратурой, прибыла группа военных специалистов по радиопротиводействию и радиоэлектронной борьбе (РЭБ) из состава радиотехнических войск ПВО (РТВ) возглавляемая подполковником В. С. Киселёвым, с задачей проанализировать помеховую обстановку. В октябре его сменил подполковник П. А. Шаршаткин. Группа успешно выполнила поставленную задачу по нанесению карты радиолокационного поля, создания ложных целей для маскировки и защиты радиоотражающих и радиоизлучающих объектов, обучила и передала свой опыт вьетнамским специалистам группы РЭБ. Группа была оснащена набором аппаратуры, позволяющей принимать и анализировать сигналы помех в диапазоне рабочих частот всех радиолокационных средств ПВО и ВВС ВНА. Аппаратура, обеспечивающая приём сигналов бортовых средств авиации США, была развёрнута на позиции в районе интенсивных боевых действий. За время работы группы получено большое количество данных о характеристиках излучений аппаратуры радиопротиводействия, которая применялась для обеспечения боевых действий авиации США. Результаты анализа этого материала использовались для оперативного изменения схем радиолокаторов с целью увеличения их помехоустойчивости и улучшения боевых характеристик в ходе отражения налёта при управлении боем. Результаты работы были положены в основу книги «Радиоэлектронная борьба (по опыту боевых действий ПВО и ВВС Вьетнамской Народной Армии)». Книга использовалась и используется в настоящее время в качестве учебника в военно-учебных заведениях ПВО страны. После окончания командировки советских специалистов аппаратура была передана вьетнамским специалистам, прошедшим квалифицированное обучение под руководством ведущих специалистов группы противодействия. Работа группы способствовала повышению эффективности вьетнамской системы ПВО.

### Работа научно-исследовательской группы по доработке комплекса СА-75 в полевых условиях
Американцы довольно быстро отреагировали на появление советских ЗРК: к объектам они стали подходить на малых высотах, маневрируя в зоне огня, интенсивно наращивали помеховое противодействие. В результате, к середине 1966 г. на один сбитый самолёт в среднем расходовалось уже 3-4 ракеты. К 1967 году американцы разработали и установили на ударные самолёты аппаратуру радиопомех на частоте канала визирования цели, а к концу года и по ракетному каналу. Над ЗРК висела постоянная угроза поражения самонаводящимися ракетами. Всё это настолько усложнило обстановку для ЗРК, что эффективность ЗРВ резко снизилась; в ноябре-декабре 1967 г. на сбитый самолёт в среднем расходовалось до 9-10 ракет, в декабре имели место случаи падения ракет после пуска по причине воздействия помех. В такой обстановке, как отмечает генерал-лейтенант М. И. Воробьёв, если бы с советской стороны не были приняты технические меры, то для ПВО Вьетнама сложилась бы критическая ситуация. Комплекс СА-75 «Двина» не мог эффективно обстреливать маловысотные цели. А поскольку во Вьетнаме ЗРК других типов не было, ответить противнику можно было только повышением боевых возможностей имеющихся комплексов путём модернизации. С самого начала боевого применения ЗРК СА-75 поступающие из Вьетнама донесения внимательно анализировались специалистами-конструкторами НПО «Алмаз», ОКБ МРТЗ, испытательного полигона «Капустин Яр», 4-го ГУ МО, штаба ЗРВ
.
Для получения более достоверных сведений и анализа стрельб на месте была сформирована и в августе 1967 года направлена во Вьетнам научно-исследовательская группа в составе специалистов промышленности, представителей конструкторских бюро, испытательного полигона, НИИ ПВО, завода «Авангард» (более 80 человек), которую возглавлял представитель Головного производственно-технического предприятия Минрадиопрома «Гранит» Ю. А. Вишнев, по согласованию с офицером 4-го ГУ МО. Доработки комплексов во Вьетнаме начались в средине 1967 г., выполнялись они тремя бригадами специалистов промышленности, с приёмкой работ военпредами. Подлежащие доработке станции наведения ракет снимались с позиций и перевозились в места расположения бригад, а при наличии подменных блоков (изготовленных на заводе по новой документации) работы выполнялись непосредственно на огневых позициях. Несмотря на большие трудности — полевые условия, жаркий и влажный тропический климат, постоянные налёты американской авиации — бригады доработчиков поставленную задачу успешно выполнили. Первые же доработанные комплексы стали сбивать самолёты в расширенной зоне поражения, на малых высотах, до 300 метров. Творческая реализация боевыми расчётами повышенных технических возможностей комплекса позволила существенно поднять эффективность стрельб — средний расход ракет снизился почти вдвое — с 9—10 ракет на один самолёт до 4,5—5 — и на этом уровне он держался в дальнейшем.
6 ноября 1967 года во Вьетнам прибыл начальник 1-го управления зенитного ракетного вооружения 4-го Главного управления Министерства обороны СССР генерал-лейтенант М. И. Воробьёв, и на следующий день, на приёме в Посольстве СССР, он встретился с командованием ПВО и ВВС ВНА, которые первым делом выразили удовлетворение результатами доработок. Один из них даже сказал, что 2500-й самолёт сбит ракетой доработанного комплекса «в честь 50-летия Октября».
Продолжалась работа по модернизации С-75 во Вьетнаме и в последующие годы.

### Работа лётчиков истребительной авиации ПВО СССР
Кроме советских зенитчиков во Вьетнаме от Войск противовоздушной обороны СССР, в малом количестве работали пилоты истребительной авиации ПВО СССР. Тем не менее, в связи с тем, что, в отличие от Вооружённых сил СССР, во Вьетнамской Народной Армии Войска ПВО (вьет. Lực lượng Phòng không Việt Nam) и Военно-воздушные силы (вьет. Không quân Nhân dân Việt Nam) в 1963 году были сведены в единый вид вооружённых сил — Войска ПВО и ВВС (вьет. Quân chủng Phòng không-Không quân Việt Nam, или сокр. PKKQ), поэтому в дальнейшем рассматривать их деятельность следует неразрывно с лётчиками ВВС СССР, в одной группе с которыми они и вели свою работу.

## Работа специалистов Военно-воздушных сил СССР
Изначально, на первых этапах Вьетнамской войны, разрыв в соотношении воздушных сил был разительным: К августу 1964 г. на американских авиабазах в районе боевых действий находилось около 680 боевых и вспомогательных самолётов, тогда как Демократическая Республика Вьетнам располагала всего около 120 устаревшими истребителями.
После того как в страну стали поступать новейшие советские истребители, вместе с ними в страну стали прибывать советские пилоты-истребители, задачей которых было контролировать обучение вьетнамских пилотов и помогать в освоении новейшей техники. Многие советские специалисты-авиаторы имели значительный боевой опыт воздушных боёв с американской авиацией в небе над Кореей. Советник командующего ПВО и ВВС Вьетнамской Народной Армии генерал-майор Н. В. Сутягин, в годы Войны в Корее сражаясь в составе 64-го истребительного авиационного корпуса, сбил 22 реактивных самолёта противника, из них 15 самолётов F-86 Sabre, являвшихся лучшими американскими истребителями того времени.

### Работа лётчиков истребительной авиации ВВС СССР

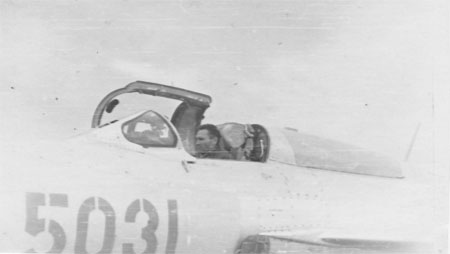
Лётчик-истребитель ВВС СССР П. И. Исаев готовится к взлёту с вьетнамского аэродрома Нойбай, 1968 г.

Согласно календарям памятных дат, опубликованным в официальных изданиях Министерства обороны Российской Федерации, 4 апреля 1965 г. советские лётчики-истребители на самолётах МиГ-17 открыли боевой счёт в небе Вьетнама, сбив 2 американских самолёта F-105. О советских лётчиках в небе Вьетнама нигде не сообщалось. По официальным вьетнамским данным, в тот день вьетнамскими лётчиками Фам Гиаем, Ле Минь Хуаном, Чан Нгуен Намом и Чан Ханем были сбиты два F-105, но, в этом же бою, следуя тем же вьетнамским данным, трое из четырёх погибли и подробное описание произошедшего боя приводится лишь со стороны Чан Ханя (впоследствии удостоенного звания Героя Вьетнама); американская сторона подтверждает данные вьетнамцев, сообщая, что 4 апреля потеряла три F-105, два из которых были сбиты в воздушных боях северовьетнамскими пилотами, и один — зенитным огнём.
В небе Северного Вьетнама советские пилоты сражались с равным по силе противником, причём весьма успешно. Участие советских военных в воздушных боях с американцами осуществлялось негласно, поскольку их направили во Вьетнамскую Народную Армию в качестве инструкторов и советников и совершать боевые вылеты им прямо запрещалось.

### Работа лётчиков-испытателей ГНИИ ВВС им. Чкалова
Доводилось вступать в бой с противником и лётчикам, прибывшим исключительно для решения эксплуатационных вопросов. Так, старший лётчик-испытатель НИИ ВВС имени В. П. Чкалова Герой Советского Союза полковник В. С. Котлов во время командировки во Вьетнам для обучения вьетнамских пилотов применению ракет «воздух-воздух» во время тренировочного полёта со своим вьетнамским подопечным фактически вступил в воздушный бой с появившимся в их секторе воздушного пространства американским истребителем F-4 Phantom, находясь вторым номером в кабине самолёта МиГ-21УC (учебной модификации) и подавая команды своему вьетнамскому ученику — капитану Шоату (впоследствии генерал-лейтенант, заместитель начальника Генерального штаба Вьетнамской Народной Армии) на русском языке (благо многие вьетнамские пилоты обучались в советских лётных училищах и хорошо говорили по-русски), по внутренней связи, так как переговариваться на русском языке в эфире было категорически запрещено. Воздушная обстановка была напряжённой, и в ходе скоротечного воздушного боя вражеский «Фантом» был сбит — это был первый F-4, сбитый вьетнамский пилотом, пилотировавшим МиГ-21.

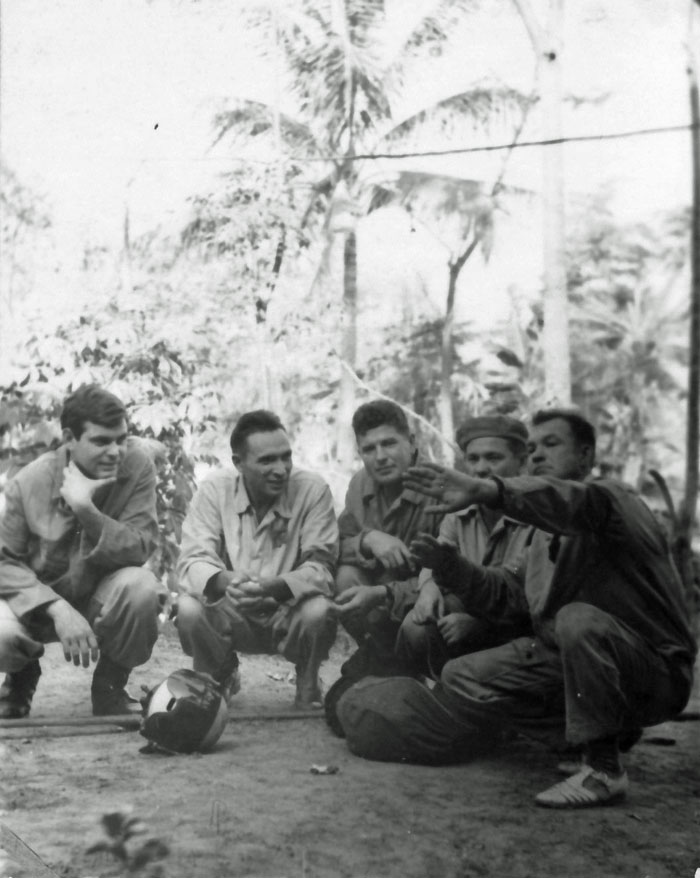
Наземная отработка действий в воздухе

За успешное улаживание этой нештатной ситуации В. С. Котлов был удостоен звания «Почётный гражданин Ханоя» и почётной грамоты от вьетнамского правительства (писать представление к советской награде было бессмысленно, так как если бы об этом узнали в Москве, то он получил не поощрение, а наоборот, взыскание — за прямое нарушение ранее полученного приказа ни под каким предлогом не вступать в бой).

### Обобщение и систематизация боевого опыта
Как отмечает генерал-полковник Б. Ф. Чельцов, в ходе Вьетнамской войны вырабатывались рекомендации частям родов авиации по ведению боя. Под влиянием этого опыта менялись взгляды на способы применения истребительной авиации. По результатам боевых действий была пересмотрена утвердившаяся в конце 1950-х годах тактика перехвата воздушных целей. Положение о том, что манёвренный воздушный бой несвойствен природе сверхзвукового истребителя, было опровергнуто действиями самолётов МиГ-21, принимавших в составе ВВС Северного Вьетнама с апреля 1966 года участие в воздушных боях с военной авиацией США. На основе рекомендаций, выработанных Управлением главнокомандующего ВВС, было организовано переучивание лётчиков-истребителей ведению воздушного боя. Как и в годы Великой Отечественной войны, появились группы различного тактического назначения: ударная, демонстративная, резервная. Анализ боевого применения истребительной авиации имел перед собой непосредственную практическую задачу — многим советникам по авиации довелось, кроме Вьетнама, побывать на ближневосточном театре военных действий, где в тот же самый период не утихали военные действия. Так авиационные советники генералы С. Д. Горелов и В. З. Скубилин убедительно разъясняли арабам на примерах опыта проходившей параллельно Вьетнамской войны, сколь эффективным может быть применение советских истребителей.
Полковник А. С. Мальгин отмечает, что во Вьетнаме истребители МиГ-17 воздействовали по авиации США на удалении около 200 км от аэродрома вылета, при общей продолжительности пребывания в воздухе около 40 минут. По его убеждению, истребители с такими боевыми возможностями неизбежно «привязывались» к конкретному объекту обороны.
Помимо истребительной авиации, существенным вкладом в развитие теории применения авиации в интересах специальных действий стал опыт выполнения специальных заданий правительства и Министерства обороны СССР во Вьетнаме в период с 1960 по 1991 гг. экипажами военно-транспортной авиации.

## Работа специалистов ремонтно-восстановительной группы МО СССР
Большую работу на всех этапах войны проводили и группы советских специалистов-ремонтников, направленных во Вьетнам в 1964 г., для оказания помощи в ремонте и модернизации боевой техники в полевых условиях. В обязанности советских военных инженеров (разбитых по звеньям, по три человека) входило: ремонт техники на позициях (в любой обстановке), оценка технического состояния, настройка боевой техники, устранение повреждений и определение объёма необходимого ремонта.

## Работа специалистов Военно-морского флота СССР

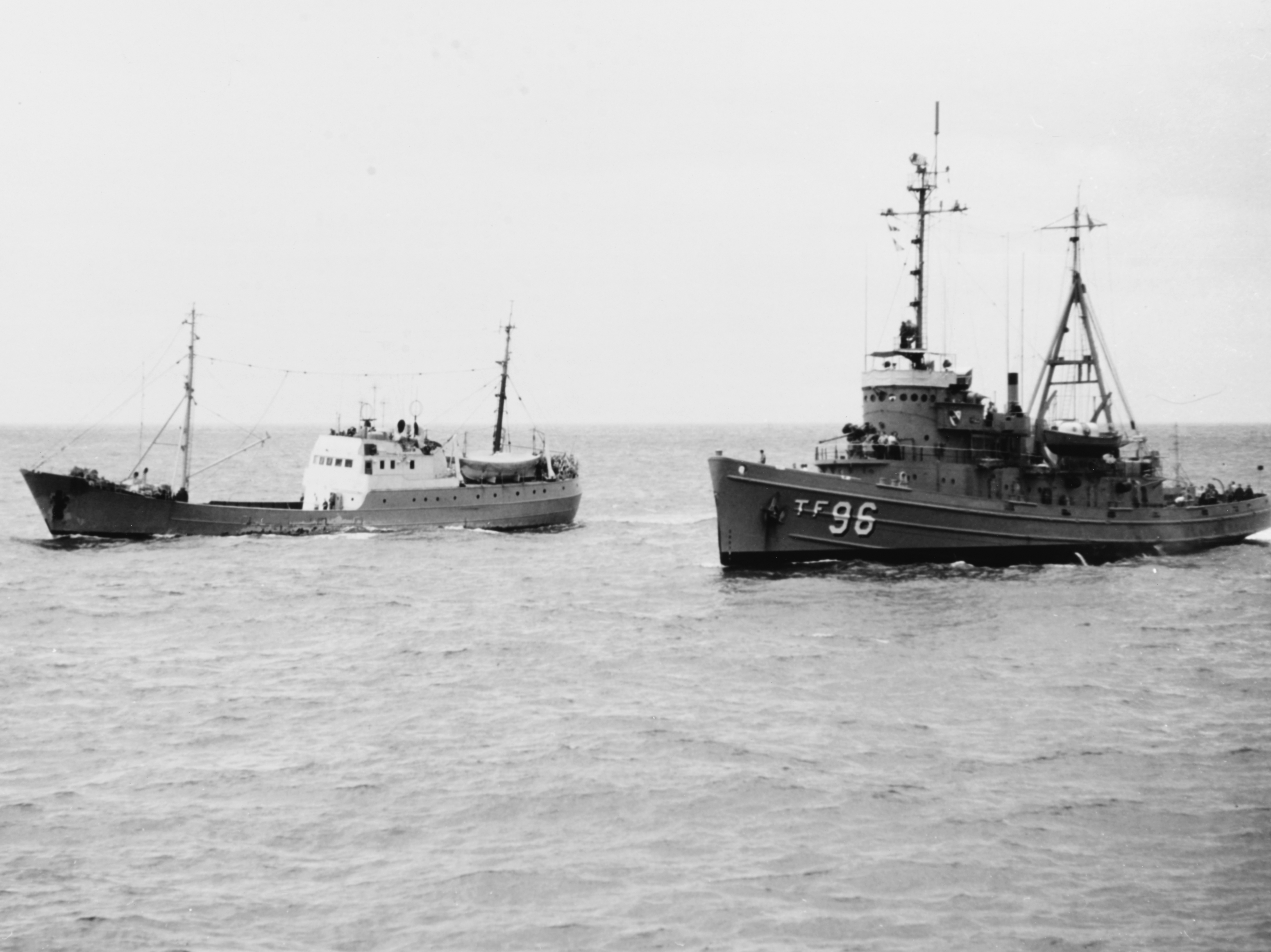
РЗК «Гидрофон» (слева) и разведывательный корабль ВМФ США USS Abnaki в Южно-Китайском море. Советский корабль занимался наблюдением за американской авианесущей ударной группой № 77 и подавлением радиосвязи с их палубной авиацией, а американский корабль был направлен с задачей противодействовать ему в этом при помощи собственного оборудования радиоэлектронной борьбы

В зоне боевых действий Военно-воздушных сил и Военно-морского флота США в Тихом океане (район острова Гуам — авиабаза стратегической авиации ВВС США), в Южно-Китайском море, в Тонкинском заливе, решая специальные задачи боевой службы по упреждающему предупреждению ПВО Северного Вьетнама о налётах американской авиации, действовали экипажи разведывательных кораблей 38-й бригады разведывательных кораблей особого назначения Тихоокеанского флота.

### 38-я бригада кораблей ОСНАЗ ТОФ
В период с апреля 1964 года по 31 декабря 1974 года разведывательные корабли 38-й бригады кораблей особого назначения Тихоокеанского флота на постоянной основе в районе Южно-Китайского моря, Тонкинского залива и о. Гуам на манёвренных позициях, кроме решения своих специальных задач, осуществляли боевое (разведывательное) обеспечение боевой деятельности советских подразделений ПВО на территории Вьетнама и оказывали интернациональную помощь братскому вьетнамскому народу. Они решали следующие задачи:
- Непосредственное слежение за авианосными ударными и противолодочными группами, выявляя их районы маневрирования;
- Предупреждение командования ВМФ СССР и ТОФ о готовящихся к вылету самолётах палубной авиации и об их вылетах на удары по Вьетнаму;
- Выявление тактических приёмов использования палубной авиации и деятельности американских кораблей по блокаде побережья Вьетнама.

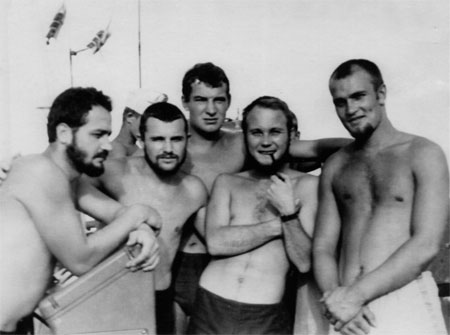
Матросы МРЗК «Курсограф» принимают солнечные ванны на борту корабля, в Южно-Китайском море

Кроме того, разведывательный корабль из состава бригады, находящийся в трёх милях от военно-морской базы США в бухте Апра на острове Гуам, где базировалась американская 15-я эскадра атомных подводных лодок (англ. SUBRON 15) с баллистическими ракетами системы UGM-27 Polaris и UGM-73 Poseidon на борту, помимо своей главной задачи, которая заключалась во вскрытии деятельности американских атомных подводных лодок с баллистическими ракетами, обнаруживал взлёты стратегических бомбардировщиков В-52 с авиабазы Андерсен и отслеживал их перелёты до объектов во Вьетнаме. Продолжительность перелёта составляла порядка 6 часов, но к этому времени система ПВО Вьетнама была уже предупреждена по сверхбыстродействующей связи с корабля через Генеральный штаб ВС СССР и далее, по цепочке, до подразделений ПВО во Вьетнаме.
Первое боевое крещение кораблей бригады состоялось 2 августа 1964 года в ходе так называемого «Тонкинского инцидента». Тогда в Тонкинский залив были направлены корабли 7-го флота США, которые вторглись в территориальные воды ДРВ. По мнению советского контр-адмирала В. А. Карева, это было сделано с целью проведения провокации, чтобы обмануть мировое общественное мнение и распространить агрессию на территорию ДРВ. Для оправдания агрессии США выдвинули утверждение, что торпедные катера ДРВ якобы атаковали в экстерриториальных водах американский эсминец USS Maddox. Правительство ДРВ категорически отвергло это утверждение. Сомнения в достоверности этого факта высказывали Объединённый комитет начальников штабов и командование ВМФ США. Тогда с советского МРЗК «Протрактор» в штаб ТОФ пришло донесение, что эсминец «Мэддокс» в ходе разведки действительно вторгся в территориальные воды ДРВ. Несмотря на это, авиация США 5 августа 1964 года бомбардировала территорию ДРВ. 10 августа Конгресс США принял так называемую «Тонкинскую резолюцию», которая санкционировала эти действия Вооружённых сил США, предоставила президенту США Л. Джонсону право использовать ВС США в Юго-Восточной Азии. Так началась агрессия США против Северного Вьетнама. В свою очередь, правительство СССР, опираясь на достоверные данные разведки, квалифицировало эти действия как прямую агрессию.
Советские моряки-разведчики рисковали, находясь в зоне боевых действий, хоть и действовали в экстерриториальных водах. За время несения боевой службы в регионе, ВМФ США и ВМФ РВ были осуществлены следующие провокационные действия по отношению к советским кораблям:
Все восемь АУГ, все при деле, долбают Вьетнам почём зря, 
Хайфон и Камрань на пределе. и даже пришёл «Шангри Ла». 
Да эти, пардон, «вианосцы», разведчику мало нужны, 
Потрогать бы девичьи косы, и вдоволь напиться воды.
1. Сентябрь 1967 года: на МРЗК «Анемометр» («Керби») в Южно-Китайском море американским разведывательным кораблём USS Bonner был совершён преднамеренный навал. При этом оба корабля серьёзных повреждений не получили. На МРЗК «Керби» был погнут фальшборт в районе полубака;
2. 1968 г. преднамеренный навал на советский РЗК «Измеритель» тем же самым американским USS Bonner в Южно-Китайском море с целью вытеснения из района разведки;
3. 3 октября 1969 года: Обстрел РЗК «Гидрофон» южновьетнамскими патрульными катерами в районе разведки у побережья Южного Вьетнама, в результате чего на корабле возник пожар, была разбита часть аппаратуры, но личный состав не пострадал. Образец мужества и героизма в этой сложной обстановке проявил весь экипаж корабля, а наиболее отличившиеся были награждены медалью «За боевые заслуги»;
4. 17 октября 1969 года ВМС Южного Вьетнама обстреляли и повредили советский разведывательный корабль, вторгшийся в территориальные воды страны[121];
5. Декабрь 1969 года: Обстрел РЗК «Протрактор» южновьетнамским патрульным кораблём вблизи территориальных вод Вьетнама в Тонкинском заливе. В результате обстрела был ранен в ногу матрос А. Н. Лебедев. Корабль получил 16 пулевых пробоин в борту выше ватерлинии, отошёл мористее и продолжал выполнять задание;
6. Апрель 1970 года: Пытаясь выдворить РЗК «Пеленг» из района слежения за авианосцем, палубный штурмовик A-4 Skyhawk произвёл бомбометание по курсу движения корабля по носу и корме на удалении 1—2 кабельтовых от корабля. Прямых попаданий и повреждений РЗК не имел;
7. Апрель 1973 года: В период разведки траления морских мин в ходе операции «Генеральная уборка»[англ.] один из американских морских буксиров имитировал таран РЗК «Анероид», стоявшего на якоре на фарватере минного поля с включёнными якорными огнями. Буксир прошёл в нескольких метрах по носу советского корабля, задевая лопастями своего винта якорь-цепь РЗК.

Впрочем, происходили разные случаи. Однажды, моряки РЗК «Курсограф» подняли на борт американского моряка, случайно выпавшего за борт штабного корабля 7-го флота USS Blue Ridge. За это они получили благодарственное письмо и подарки от имени командующего 7-м флотом США. Были случаи и несанкционированного спасения в Южно-Китайском море южновьетнамских беженцев, спасавшихся от произвола в оккупированном американцами и их союзниками Южном Вьетнаме. Наиболее ёмко настроения моряков во время их напряжённой боевой работы переданы в стихотворении В. А. Карева, написанном во время службы в Тонкинском заливе, в районе Yankee Station. 31 декабря 1974 года МРЗК «Курсограф», последним из разведывательных кораблей 38-й бригады вернулся на базу из Тонкинского залива. Так закончилась вьетнамская эпопея бригады. Всего за период 1964—1974 годов в район боевых действий во Вьетнаме выходило 17 разведывательных кораблей соединения, совершивших 94 похода продолжительностью по три-четыре месяца.

### Оперативный отряд ТОФ
В соответствии с приказаниями Главнокомандующего ВМФ СССР и командующего КТОФ, в Южно-Китайском море и Тонкинском заливе в районе минного поля у Хайфона был сформирован оперативный отряд ТОФ под командованием командира 38-й бригады разведывательных кораблей капитана 1 ранга Д. Т. Лукаша в составе МРЗК «Анероид» (флагман), «Протрактор», «Курсограф», «Барограф», «Гидрофон», морских тральщиков МТ-4 и МТ-5 в обеспечении танкера «Владимир Колечицкий». Основными задачами отряда были:
- Вскрытие деятельности американского минно-трального соединения, тактики боевого траления, применения новых сил и средств траления, боевых возможностей и тактико-технических характеристик поставленных мин;
- Оценка результатов траления и своевременное оповещение советских судов о минной угрозе.

С этими задачами оперативный отряд успешно справился, несмотря на серьёзную минную угрозу. По окончании операции ВМФ США «Генеральная уборка» советское и вьетнамское военное руководство уже располагало исчерпывающими данными о результатах данной операции.
Подробности несения морскими разведчиками боевой службы описаны в дневнике матроса Э. Г. Масягутова, служившего радиометристом на МЗРК «Протрактор» (1964). Масягутов описывает наблюдение за авианесущей ударной группой № 77 (англ. Task Force 77, или сокр. CTF 77) и входящими в её состав авианосцами USS Hancock, USS Coral Sea, USS Yorktown, USS Ranger. Жизнь в море имеет свой колорит, моряки изнывают от жары: «Больше загорать некуда. И так все чёрные, как негры»; и от монотонности боевой работы: «Весь день шлялись с „Коралл Си“ и „Хэнкоком“ <…> Как надоели эти авианосцы». Каждая страница дневника наполнена тоской по Родине. Более подробные эпизоды походов в зону боевых действий ВВС и ВМФ США в Тихом океане, в районе острова Гуам, в Южно-Китайском море и в Тонкинском заливе, описал В. В. Балакин, служивший в должности радиометриста-командира поста МРЗК «Амперметр» (1966—1968). По его словам, походы к Вьетнаму, к 17-й параллели, и в Южно-Китайское море вспоминаются чаще других, потому, что они были самыми трудными и опасными. Советские полувоенные разведывательные корабли курсировали возле американских авианосцев и других кораблей 7-го флота США, способных вмиг их уничтожить. Они фиксировали вылеты американской палубной авиации и моментально передавали сведения по инстанции, ни на секунду не прерываясь, прослушивали переговоры лётчиков, неоднократно слыша запросы на базу отбомбиться прямо на них, так как в ночное время советские корабли легко было принять за северовьетнамские. Впрочем, со временем, советские моряки смирились с этими выходками американцев.
Контр-адмирал В. А. Карев отмечает несомненный вклад моряков-разведчиков в развитие советской военной науки: По окончании Вьетнамской войны, Главное разведывательное управление Генерального штаба ВС СССР издало пятитомный труд для служебного пользования «Агрессия США во Вьетнаме 1964—1975 гг.», в котором более 70 % данных было добыто разведкой Тихоокеанского флота СССР.

### Работа лётчиков дальней разведывательной авиации ВМФ СССР

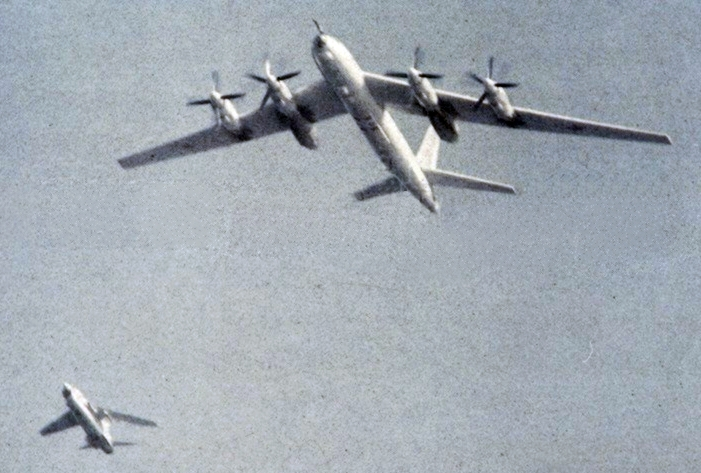
F-8H Crusader с авианосца USS Hancock сопровождает советский стратегический разведывательный самолёт Ту-95 (на переднем плане)

На южном направлении ведение воздушной разведки было возложено на 50-й гвардейский отдельный дальнеразведывательный авиационный полк ВВС ТОФ. Этот полк базировался на аэродроме Новороссия, затем перелетел на аэродром Пристань (прямо напротив г. Владивостока). Имея на вооружении самолёты Ту-16 с радиусом полёта более 3000 км, самолёты полка контролировали полностью Японское и Жёлтое моря, но дальности полёта уже не хватало до Филиппинских островов.
Для дальней океанской разведки в составе ВВС ТОФ был сформирован 867-й (затем переименован в 304-й) гвардейский отдельный дальнеразведывательный авиационный полк, базирующийся в Приморье на аэродроме Хороль, и вооружённый самолётами Ту-95РЦ. Полк формировался в 1965 году.
В это время во Вьетнаме уже шла война, и американские авианосные ударные группы (АУГ), сменяя друг друга с периодичностью в два-три месяца, заходили в Южно-Китайское море, чтобы наносить удары по Ханою. Задача советских экипажей разведчиков состояла в том, чтобы перехватить АУГ на переходе с их баз на островах Мидуэй, Гуам, Окинава, определить состав группы, курс, скорость хода и передать все данные в Москву. При этом самым сложным было подойти к авианосцу и сфотографировать его бортовым фотоаппаратом. Обычно, уже на удалении 500 км от АУГ к советским самолётам приближались F-4 Phantom или A-5 Vigilante, садились на крыло и сопровождали, сменяя друг друга, пытаясь «выдворить» советских разведчиков из своей зоны ответственности.
После завершения боевых действий самолёты 304-го полка эпизодически базировались во Вьетнаме (аэродромы Дананг и Камрань).

### Работа бойцов и командиров групп ПДО и ПДСС ВМФ СССР
Несмотря на богатый военный опыт партизанских военных действий в джунглях и на судоходных реках, и даже наличие целых подпольных учебных центров для подготовки подводных разведчиков НФОЮВ в Лонгане и Кьенхоа, до начала советско-вьетнамского военного сотрудничества, у ВМФ ВНА отсутствовали всесторонне обученные кадры по таким флотским специальностям, как водолаз-разведчик, -пиротехник, -сапёр и др. Их также предстояло подготовить специалистам Военно-морского флота СССР. Для этих целей, а также для того, чтобы перенимать уже имеющийся вьетнамский опыт, во Вьетнам командировались опытные бойцы и командиры групп противодиверсионной обороны (ПДО), подводных диверсионных сил и средств (ПДСС) и морских разведывательных пунктов (МРП) — как из состава Краснознамённого Тихоокеанского флота, так и из других флото́в и резерва Главнокомандующего ВМФ СССР. Командировка осуществлялась по линии Генерального штаба. Журнал «Солдат удачи» сообщает, что с 1970 года и позднее, во Вьетнаме работали водолазы-разведчики из отдельных бригад специального назначения ВМФ СССР. Профессор СПбГУВК, капитан первого ранга О. Г. Каратаев неоднократно упоминал в своих публичных выступлениях, что находясь во Вьетнаме в служебной командировке в 1970-е годы по линии ВМФ СССР, он отвечал за организацию руководства боевой деятельностью водолазов-разведчиков, занимавшихся уничтожением плавсредств Вооружённых сил США. По его словам, на счету разведчиков были успешно уничтоженные цели с плавсоставом на борту. В то же самое время нельзя говорить об отсутствии противодействия с американской стороны. Каратаев, находясь во Вьетнаме, получил ранение. Однако, случилось ли это в результате проводимых американцами противодиверсионных мероприятий, или же при других обстоятельствах, профессор не уточняет. Также, излагая свои впечатления о пребывании во Вьетнаме, он сообщил, что советским подводным разведчикам приходилось работать в тяжёлых условиях, при отсутствии даже питьевой воды — порой приходилось пить болотную воду, фильтруя её через бескозырку. Американская беллетристика будоражила умы рассказами о бескомпромиссных схватках советских подводных разведчиков с бойцами американских сверхсекретных подразделений, как, например, в романах Race for the Golden Tide (1983) Г. и М. Гордон, Kill Orbit (1989) Д. Стиверса или Death Zone Attack (1991) Дж. Сиверта. На деле же, в водах Вьетнама не имело места ничего подобного.

Более того, в отличие от других родов войск, где, в силу своей специфики, потребность в квалифицированных советских специалистах никогда не исчезала (все рода войск, чья работа связана с высокоточной техникой), вьетнамские подводные диверсанты и лесные партизаны накопили тако́й опыт ведения боевых действий, что в сер. 1980-х гг. во Вьетнам, для обмена опытом в сфере противодействия диверсионным действиям противника, командировались бойцы и командиры групп «А» и «В» Комитета государственной безопасности СССР, более известные в мире как «Альфа» и «Вымпел». Генерал-майор Ю. И. Дроздов (осуществлявший руководство операцией «Шторм-333» в Афганистане в 1979 г.), сообщает, что в Юго-Восточной Азии сотрудники «Вымпела» общались с лаосскими разведчиками, выслеживающими и нейтрализующими диверсантов, и стажировались во вьетнамских отрядах специального назначения «Дакконг» (вьет. Đặc công, существуют с 19 марта 1967 года) под Ханоем, в ходе которой сотрудники отряда учились работать в джунглях, перенимая методику скрытого передвижения, осваивали американское диверсионное вооружение и, конечно же, охотно делились с коллегами своими знаниями и умениями. Как отмечает на этот счёт историк советского спецназа, майор С. В. Козлов, вьетнамцы в то время имели едва ли не самый богатый боевой опыт в мире, и потому у них было чему поучиться. Со своей стороны, бойцы «Вымпела» обучили вьетнамских коллег пользованию советской спецтехникой (в том числе боевому применению мотодельтапланов и подводных буксировщиков типа «Протей»), вооружением и способам ведения огня, а также отработали определённые ситуации при проведении городских операций.
В послевоенный период, для повышения боевой готовности амфибийных частей ВНА, проводились совместные учения вместе с бойцами 55-й дивизии морской пехоты ТОФ, которые несли боевую службу в зоне Тихого и Индийского океанов.

## Работа специалистов Министерства морского флота СССР
Специалисты Министерства морского (гражданского) флота СССР (ММФ), работавшие в тесном сотрудничестве с Торгпредством СССР в ДРВ и аппаратом руководителя представительства Государственного комитета СССР по внешним экономическим связям (ГКЭС), также привлекались к выполнению служебных задач в интересах Вьетнамской Народной Армии и Группы советских военных специалистов. Тревожные военные будни порта Хайфон с сентября 1965 по июль 1968 гг., подробно описал Первый представитель Морфлота СССР в ДРВ Н. И. Ковалёв, который в эти годы, занимался организацией работ по приёму и отправке внешнеторговых грузов, в том числе и военного назначения, а также непосредственным руководством разгрузочно-погрузочными работами. Работа эта была отнюдь не простой — все эти работы приходилось выполнять под обстрелами и бомбардировками в ходе непрекращающихся авианалётов. В ходе выполнения служебных задач, среди гражданских моряков также были потери. 2 июня 1967 г. в 15:40 два американских самолёта обстреляли из крупнокалиберных пулемётов и авиапушек стоявший у причала в порту Камфа под погрузкой угля теплоход «Туркестан» Дальневосточного морского пароходства. Судну было нанесено 67 пробоин, ранено семь моряков, от полученных тяжёлых ранений двое скончались — это электромеханик Н. Рыбачук и моторист И. Земцов. Воздушные тревоги, вой сирен, налёты американской авиации — всё это было повседневной реальностью, находившихся во Вьетнаме советских моряков гражданского флота. В 1985 году, по мотивам героической работы советских моряков во время Войны во Вьетнаме, был снят советско-вьетнамский художественный фильм «Координаты смерти».

## Работа специалистов, командированных по линии Главного разведывательного управления Генштаба ВС СССР

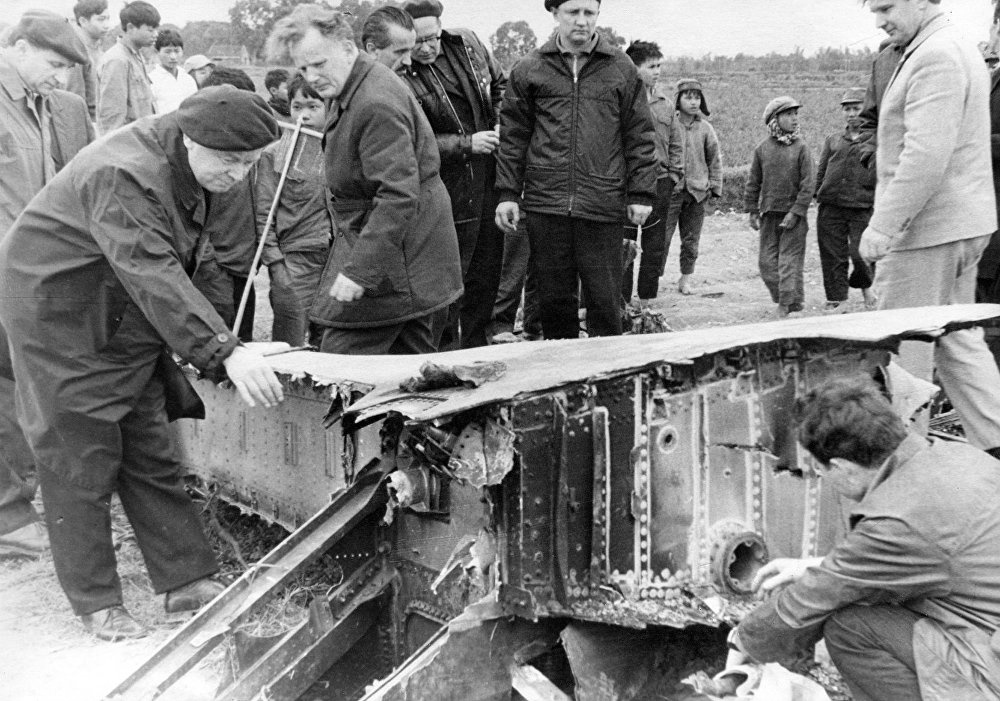
Специалисты осматривают обломки B-52 Stratofortress, сбитого в окрестностях Ханоя 23 декабря 1972 г.

Главное разведывательное управление Генерального штаба (ГРУ ГШ) Вооружённых сил СССР осуществляло свою деятельность во Вьетнаме через:
- Группы специалистов оборонных отраслей советской промышленности, выполнявших широкий спектр служебных задач, связанных, главным образом, с техникой и вооружениями;

- Военно-научную группу, которая осуществляла сбор и изучение передовых образцов иностранной, в первую очередь, американской, военной техники и вооружений;

- Корреспондентские пункты советских информационных агентств и средств массовой информации, помимо своей журналистской деятельности, осуществлявшие сбор актуальной информации в интересах советской военной разведки.

### Работа специалистов оборонных отраслей советской промышленности
На основании советско-вьетнамского правительственного соглашения от 1964 года на территории ДРВ с 1965 по 1974 год действовала группа специалистов оборонных отраслей советской промышленности: Министерства авиационной промышленности, Министерства оборонной промышленности, Министерства машиностроения, Министерства радиопромышленности и других ведомств. В состав группы входили также военные специалисты из Военно-воздушной академии им. Ю. А. Гагарина и Научно-исследовательского института Минобороны. По договорённости с 10-м ГУ ГШ (Главное Управление Международного военного сотрудничества) Группа оборонщиков находилась в зоне боевых действий, выполняя специальные задания военного командования.
Общее руководство группой и решение различных вопросов военно-дипломатического характера осуществлялась военным атташе при посольстве СССР в ДРВ и его аппаратом.
Личный состав группы менялся персонально по истечении установленных сроков пребывания в ДРВ (от шести месяцев до одного года).
| Звание        | Звание  | Имя             | Годы      |
| ------------- | ------- | --------------- | --------- |
| генерал-майор | Авиация | А. И. Лебедев   | 1965—1968 |
| генерал-майор | Авиация | С. В. Капалкин  | 1968—1972 |
| полковник     |         | Е. А. Легостаев | 1972—1975 |

Оформление их командировки и отправка во Вьетнам производилась 10-м Главным управлением Генерального штаба (Главное управление Международного военного сотрудничества), а руководство в практической работе осуществлялось местным аппаратом ГРУ ГШ. Общее руководство группой и решение различных вопросов административно-дипломатического характера осуществлялись военным атташе при посольстве СССР в ДРВ и его аппаратом.
Личный состав группы менялся персонально по истечении установленных сроков пребывания в ДРВ (от шести месяцев до одного года). Всего с 1965 по 1974 год, в период боевых действий работало около 40 советских специалистов оборонных отраслей промышленности (7 групп по 5-7 человек).

### Работа специалистов военно-научной группы ГРУ ГШ
В октябре 1965 года по линии ГРУ ГШ ВС СССР во Вьетнам была направлена комплексная военно-научная группа (также именовались «трофейщиками») а в составе пяти человек — гражданских специалистов оборонной промышленности под руководством офицера Главного разведывательного управления, занимавшихся предварительным изучением трофейной американской военной техники и боеприпасов, обезвреживанием неразорвавшихся боеприпасов, отбором образцов трофейной техники и боеприпасов и их отправкой в Союз. Группа комплектовалась офицерами запаса — специалистами высшей категории по авиационной технике, вооружению, боеприпасам и т. д. Оформление их командировки и отправка во Вьетнам (ДРВ) производилась также 10-м ГУ ГШ. В практической работе группа подчинялась ГРУ ГШ, возглавлялась его офицерами и координировала свою деятельность с руководством Группы советских военных специалистов, также командировавшихся в ДРВ по линии 10-го ГУ ГШ.
| Звание    | Имя                 | Годы      |
| --------- | ------------------- | --------- |
| полковник | ?. ?. Назаркин      | 1965—1966 |
| полковник | В. П. Гречанин      | 1966      |
| полковник | Б. И. Колотильщиков | 1966—1967 |
| полковник | С. В. Капалкин      | 1967—1968 |
| полковник | Б. С. Суранов       | 1968      |
| полковник | Г. И. Сергеев       | 1969—1970 |
| полковник | ?. ?. Жиронкин      | 1970—1971 |

Как сообщил полковник Г. И. Сергеев, служивший во Вьетнаме с марта 1968 года и руководивший данной группой в 1969—1970 годах, группа была сформирована из крупных советских военных специалистов — профессионалов в таких областях, как конструкции и двигатели самолётов, бомбовое и ракетное вооружение, радиоэлектронное и навигационное оборудование и связь. Между собой, сотрудники советского дипкорпуса называли этих специалистов «охотниками за трофеями». В задачи группы входило:
1. Изучение американской военной техники и оружия на предмет возможности усовершенствования и разработки соответствующих отечественных образцов;
2. Анализ способов боевого применения американцами вооружения и методов ведения боевых действий в условиях Вьетнама;
3. Выработка рекомендаций Вьетнамской Народной Армии по противодействию противнику.

Решение группой указанных задач проводилось в условиях активных боевых действий тактической и авианосной авиации США, позже — стратегической авиации. Так, например, в период с 19 ноября 1967 года по март 1968 года в районе г. Ханоя группа выполняла работу при интенсивном воздействии американской авиации, совершившей около 200 бомбардировок, из них более 60 — массированных. В районе г. Винь (4-я военная зона или зона 17 параллели, по которой проходила демаркационная линия, разделяющая территорию Северного и Южного Вьетнама), где группой также выполнялись боевые задачи, ежедневно происходили бомбардировки, авиационное минирование местности, артиллерийские обстрелы территории ДРВ с кораблей 7-го флота США базировавшихся в Тонкинском заливе.
Основная часть образцов трофейного иностранного вооружения добывалась группой со сбитых самолётов, вертолётов, беспилотных самолётов-разведчиков, а также с других, вышедших из строя зарубежных образцов вооружения и боеприпасов. Некоторые образцы группа получала от вьетнамской стороны (Инженерное управление ГШ ВНА). Однако следует сказать, что, несмотря на взятые обязательства, вьетнамские власти весьма неохотно допускали советских военных специалистов к трофейным образцам американской военной техники. Деятельность трофейщиков была связана с большим риском для жизни, как в ходе авианалётов, передвижений в заминированных районах, так и при работе с неразорвавшимися боеприпасами. За период действий группы в Советский Союз было отправлено значительное количество информационных материалов, трофейных образцов американской авиационной техники, авиационных боеприпасов, радиоэлектронной аппаратуры и др., которые представили значительный интерес для различных учреждений Министерства обороны СССР и соответствующих отраслей оборонной промышленности.

### Деятельность журналистов — военных и гражданских служащих ГРУ ГШ
Служащие корреспондентских пунктов советских информационных агентств и средств массовой информации, помимо своей основной работы, осуществляли сбор актуальной информации для ГРУ. Ценность привлечения неспециалистов к выполнению задач в интересах советской военной разведки, была обусловлена весьма широким кругом знакомств и контактов, которые, по роду своей деятельности, поддерживали советские журналисты, аккредитованные во Вьетнаме. Они также были вхожи в различные властные структуры, министерства и ведомства, в том числе Министерство обороны Вьетнама и могли в нужный момент, упрощённо говоря, «продублировать» ту или иную информацию, которую вьетнамские товарищи, по той иной причине, «забыли» сообщить своим советским союзникам. Это обстоятельство, а также то, что советские журналисты контактировали и с руководством советского военно-советнического аппарата, ускоряло информационный обмен и оперативность передачи важных разведывательных данных — слухи, циркулировавшие в высших военно-политических кругах были, несомненно, не самым надёжным источником информации, но тем не менее, отказываться от него было неразумно.
Среди советских «журналистов» на службе ГРУ случались потери (главным образом, в ходе бомбардировок, в период интенсификации американских воздушных налётов на вьетнамскую столицу). Так, во время войны, в Ханое, при исполнении служебных обязанностей погиб завкорпункта Агентства печати «Новости» В. Никольский, и только траурный военный оркестр выдавал его принадлежность к Вооружённым силам СССР.

## Деятельность подразделений спецназа
На протяжении долгих лет, до начала 1990-х годов, тема советского военного присутствия во Вьетнаме, а равно и участия советских военных и гражданских специалистов в боевых действиях на территории этой страны, не поднималась в советской печати, как и Гостелерадио СССР. Более того, самим военным специалистам отказывали в предоставлении архивной информации о прохождении ими военной службы во Вьетнаме: Бывший начальник штаба Группы советских военных специалистов во Вьетнаме полковник Б. А. Воронов во время написания мемуаров о тех событиях, для уточнения некоторых дат обратился в Центральный архив Министерства обороны СССР с просьбой ознакомиться с его собственными донесениями, которые он отправлял во время службы из Вьетнама в Москву, на что получил категорический отказ.
В разное время, в прессе и публицистике появлялись сенсационные материалы о советских снайперах во вьетнамских джунглях, о дерзких рейдах на американские авиабазы, о вертолётных десантах американских войск на позиции советских военспецов, похищении советскими спецслужбами американских истребителей вместе с экипажами, и т. п. О своих вьетнамских «похождениях» повествовали публичные персоны, знаменитости, такие как: путешественник-экстремал Ф. Конюхов, писатель В. Леденёв, каскадёр и постановщик трюков В. Жариков и другие персоны, благодаря которым, мистификации обретали под собой твёрдую почву, и обрастали шокирующими подробностями.
Как отмечает обозреватель альманаха «Искусство войны» У. Сулейманов, под впечатлением от кинобоевика «Рэмбо» пресса переполнилась фантазиями о сотнях и тысячах советских десантников и спецназовцев, которыми кишели джунгли. На профильных форумах, ссылаясь на безымянные «источники», утверждали, что в Южном Вьетнаме активно воевали советские десантники и морские пехотинцы срочной службы. Председатель Организации ветеранов войны во Вьетнаме Н. Н. Колесник выразил официальную точку зрения ветеранского сообщества на этот счёт:
- Организации, несмотря на многолетнюю работу по всестороннему изучению советской военной помощи Вьетнаму, ничего не известно о случаях участия советских десантников и морских пехотинцев в боевых действиях во Вьетнаме (в данном случае, имеются в виду именно боевые действия, а не какие-либо иные мероприятия). Изучение захваченных в боях вьетнамцами или полученных со сбитых самолётов образцов техники и снаряжения, нового оружия — этим занималась техническая разведка (военно-научная группа). Свои задачи решали и специалисты радиоразведки. В направлении во вьетнамские джунгли каких-то советских спецгрупп не было решительно никакой необходимости;
- Чему могли научить вьетнамцев бойцы советских подразделений специального назначения? Тактике боевых действий в джунглях? Вьетнамцы к тому времени воевали в них непрерывно на протяжении уже 25 лет: С японцами, французами и американцами по очереди. Рукопашному бою? Вьетнамцы развивали свои национальные боевые искусства на протяжении сотен лет, и не особо нуждались в непривычном для них боевом самбо;
- Агентурная и техническая разведка работали эффективно, оперативно предоставляя командованию очень ценную информацию безо всякого шума. Американские бомбардировщики ещё только взлетали с военно-морской базы США в бухте Апра на острове Гуам, а вьетнамскому военному командованию и советским командирам уже было известно, сколько их, куда и каким курсом они направляются. А зенитчики, тем временем, готовились к встрече этих незваных «гостей»;
- Военные учебные центры были, как в СССР, так и в Северном Вьетнаме. При них работали советские военные специалисты, которые помогали осваивать технику и современное вооружение. Но вовсе не бегали сотнями по джунглям в непонятной форме с советскими погонами и с автоматами Калашникова наперевес. У зенитчиков была только гражданская одежда, они не имели при себе личного оружия — даже офицеры, так как находились, хоть и негласно, на территории суверенного государства, куда прибыли по настоятельной просьбе его законного правительства.

При этом личный состав Вьетнамской Народной Армии, несмотря на откровенно скудное питание, плохо налаженное снабжение, разрушенную многочисленными войнами инфраструктуру, демонстрировал высочайший патриотизм и понимание того, за что они воюют. Боевой дух и стойкость вьетнамского солдата были высочайшими: Учились они самоотверженно и воевали так же. По словам Н. Н. Колесника, он и его коллеги гордятся своей работой с такими незаурядными бойцами как вьетнамцы, и тем фактом, что советским военным специалистам выпала честь обучить вьетнамских ракетчиков-зенитчиков и помочь им в борьбе за независимость и объединение их родины.

## Разведывательно-информационные мероприятия ВС США
Советские военные специалисты отмечали превосходный уровень разведки у американцев: так, в пропагандистских радиопередачах на русском языке, шедших с авианосца «Энтерпрайз», упоминались имена командного состава советской стороны, что вызывало удивление.
Образцы используемой Советским Союзом военной техники были получены от Армии обороны Израиля, захватившей их в ходе Шестидневной войны. Кроме того, в спокойной обстановке с советскими зенитными ракетными комплексами С-75 «Десна» и с низковысотным — С-125 «Нева» американцы смогли познакомиться в начале 1970-х годах

## Бытовые условия пребывания советских военных специалистов во Вьетнаме

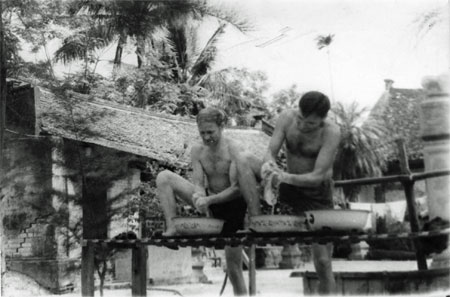
Банный день у советских лётчиков-истребителей — ванные процедуры над тазиком с тёплой водой

В начале пребывания советских военных специалистов во Вьетнаме все испытывали одни и те же трудности: жара и влажность, постоянная жажда, длительное отсутствие писем от родных.
Из записок начальника штаба Группы СВС во Вьетнаме полковника Б. А. Воронова: «Советским военным специалистам во Вьетнаме было нелегко. Приходилось привыкать к тяжёлому для европейца тропическому климату, когда температура воздуха круглосуточно была от +35 до +40°С, при влажности от 80 до 100 %. Жили в небольших хижинах-бунгало, сделанных из бамбука и пальмовых листьев или в брезентовых палатках, затерявшихся в джунглях. Приходилось совершать тяжёлые ночные марши по разбухшим от проливных дождей глинистым просёлкам, подвергавшимся бомбардировкам и ракетным обстрелам противника. Очень тяжело было во время боевой работы. В кабинах зенитных ракетных комплексов температура воздуха поднималась до +70°С, а расчеты должны были непрерывно, по несколько часов подряд, находиться в этих раскаленных металлических мешках.
Досаждало и даже создавало угрозу здоровью большое количество различных насекомых, многие из которых были ядовитыми, а некоторые из них (мы их называли „фосфоритками“), падая с деревьев и кустарников на человека и проползая по телу, оставляли ожоги, которые начинали гноиться и длительное время не заживали. Повсеместно в большом количестве встречались пресмыкающиеся: ящерицы и змеи в большинстве сильно ядовитые, такие как тигровые змеи, кобры и многие другие, укусы которых смертельны. У наших военных врачей была вакцина, которую вводили человеку укушенному ядовитой змеёй, но это не всегда помогало».
Там же приведены воспоминания об этом лейтенанта-ракетчика В. А. Борисенко:
«О каком быте можно говорить? Восемь месяцев на колесах, вели бои сами, потом вьетнамцев опекали (в „няньках“), тоже на колёсах. На ночлег обычно устраивались на окраинах деревень, в сараях. Спали на раскладушках или на сбитых щитом досках, на них матрац, сверху марлевый полог от ползучих и летучих тварей, и до утра. Ни холодильников, ни вентиляторов, ни душа — о них только мечтали. Когда были на позициях, то раз в неделю устраивали горячий душ — топили химическую машину. Огораживали место помывки на высоту пояса и мылись, а вокруг наблюдатели — вся деревня, от малого до старого. Для них это же чудеса, что люди моются горячей водой. Но так как „бани“ при нашей постоянной кочевой жизни мы устраивали в разных местах, то и зрители каждый раз были новые».
По свидетельству полковника А. М. Белова, вьетнамские товарищи старались всё делать, чтобы облегчить непривычные для советских военных специалистов бытовые условия в местах недолгого отдыха между боевой работой. Несмотря на все сложности и трудности обстановки, вызванные разрушительными беспрерывными бомбардировками каждого населённого пункта, вплоть до отдельно стоящих домов, советские специалисты несшие службу в районах, непосредственно примыкающих к Ханою, размещались в сухих деревянных жилищах. Спали под пологами из марли на раскладушках, с которыми не расставались при всех переездах к новым местам размещения. Питание, несмотря на своё однообразие, было калорийным: супы из концентратов, рис, изредка мясо, а в основном консервы.
Условия работы и быта СВС отражены также в статье Н. Н. Колесника «Обучая, сражались и побеждали». В статье отмечается, что специалистам приходилось работать при сорокаградусной тропической жаре и 100 % влажности по 14—15 часов в сутки (при этом, даже ночью температура ниже +30°С не опускалась). Все советские военные специалисты — солдаты, сержанты и офицеры — находились в одинаковых условиях и переносили те же лишения и трудности. Термометры в кабинах станций зашкаливали. Уже через час после включения аппаратуры столбик термометра упирался в цифру +70°С и больше не опускался до её выключения, а работала СНР в боевом режиме по 10-14 часов в сутки. Под креслами операторов кабин стояла лужа пота, так, будто кто-то вылил ведро воды. На старте было чуть попрохладнее, но физические нагрузки при боевой работе были неизмеримо выше.
Быт военнослужащих срочной службы практически ничем не отличался от офицерского. Офицеры жили в другом помещении, но в точно таком же, будь-то кирпичное строение, хижина из бамбука или обычная походная палатка, иногда, почему-то, в зимнем исполнении. Питались тоже из одного котла. Самыми большими трудностями были невыносимая жара и высокая влажность. У некоторых советских граждан просто не выдерживали почки, хотя раньше медицина их признавала вполне здоровыми.
Из воспоминаний старшего полковой группы СВС 275-го, затем 236-го ЗРП ВНА полковника Т. Ф. Пяттоева: «Если была возможность — устраивали банный день. Наши друзья-вьетнамцы никак не могли понять, зачем мы паримся и моемся горячей водой, когда на улице и так жарко. Из бамбуковых циновок мы умудрялись сооружать кабинки, внутри — раскаленные камни и вода. А на одном месте дислокации группы нам крупно повезло — недалеко был источник с горячей, лечебной водой. Бассейн был достаточно велик, чтобы вся группа могла одновременно принимать горячие ванны. Одно неудобство — о времени нашего купания каким-то образом узнавало местное население и в момент купания источник был окружен многочисленными зрителями: женщинами и детьми. В начале это нас здорово стесняло, потом привыкли.
В ненастную погоду по вечерам, а иногда ночью, вывозили в ближайшую деревню киноаппарат, киноэкран, бензиновый электрогенератор. Заранее оповещали местное население и показывали наши фильмы. Особенно нравился вьетнамцам мультсериал „Ну, погоди!“, не требовавший перевода».

### Форма одежды

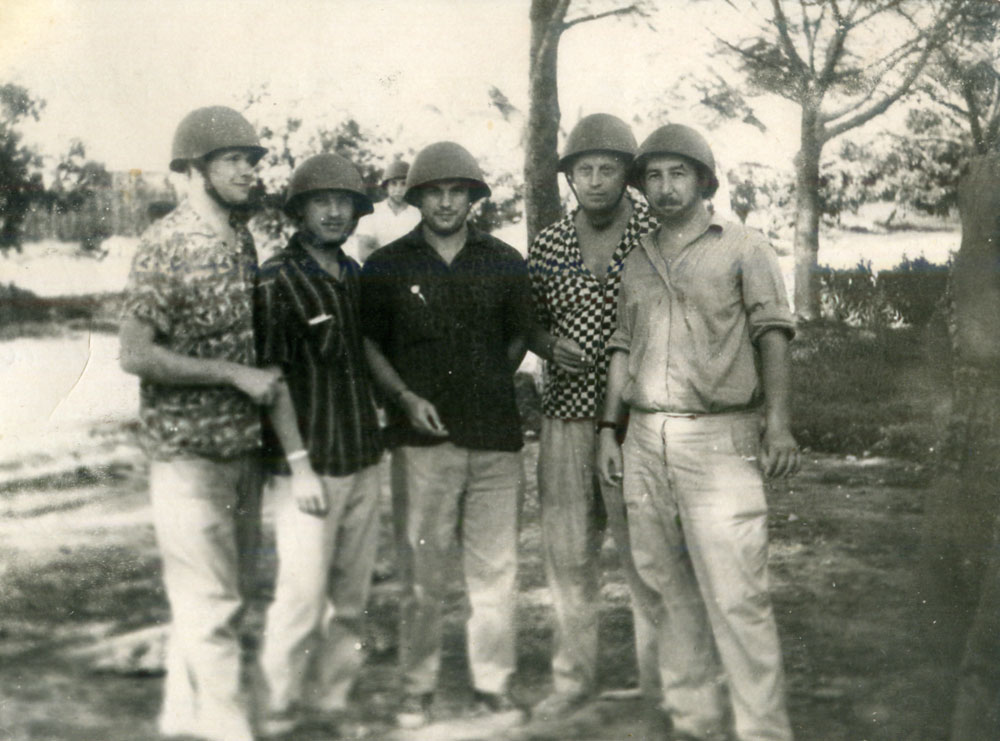
Пёстрые наряды, установленные в качестве повседневной формы одежды № для специалистов 236-го зенитно-ракетного полка

В отличие от несения службы в СССР, советские специалисты, служившие во Вьетнаме, носили гражданскую одежду. Генерал-майор Ю. А. Демченко, находившийся в группе специалистов Войск ПВО СССР, которые прибыли во Вьетнам одними из первых, сообщает, что их переодели в гражданскую одежду ещё в СССР. Офицерам было предоставлено право подобрать себе костюм. Выбор был невелик, но каждому из офицеров, кроме костюма, дали пальто, по две пары китайских брюк и рубах, шапку, чёрные ботинки. Военную форму каждый сложил в специальный мешок, прикрепив к нему адрес прежнего места службы. Ввиду сильной жары и влажности все советские специалисты на позиции находились в одних трусах, на голове — пробковый шлем, в руке — фляга с чаем. Каски на всякий случай лежали в автобусе. Когда по случаю праздника местные власти устраивали для них приёмы, советские военные одевались в костюмы, с галстуком на шее.
В дальнейшем в группах СВС, прикомандированных к частям ВНА, форму одежды устанавливал советник командира части, по совместительству являвшийся старшим в каждой конкретной группе советских специалистов. Так, например, в 263-м ЗРП ВНА в качестве повседневной (летней) формы для специалистов устанавливались рубашка и шорты. В качестве повседневной (летней) формы для специалистов 238-го ЗРП были установлены футболка/рубашка с коротким рукавом под брюки; в качестве повседневной (зимней) формы для той же части было установлено носить плащ/пальто и брюки.
Периодически, к праздникам, от Министерства обороны СССР приходили посылки, в том числе и с одеждой. К примеру, во время визита во Вьетнам члена Политбюро ЦК КПСС А. Н. Шелепина 31 декабря 1965 г. специалистам прислали цивильные предметы одежды: плащ, шерстяной свитер, брюки, туфли и ботинки с высоким берцем по образцу тех, в которые были обуты противостоявшие им американские военнослужащие. Специалисты, не сговариваясь, дарили их своим переводчикам и другим вьетнамским товарищам.

### Партийно-политическая работа

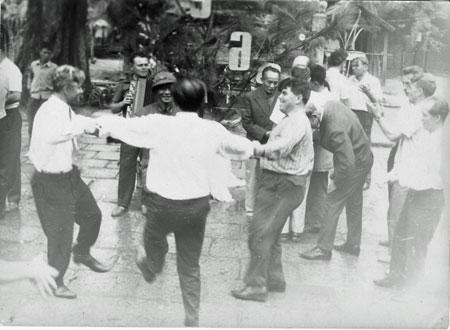
Советские лётчики-истребители пляшут под баян вместе с вьетнамскими боевыми товарищами

Майор В. А. Юрин, нёсший службу в группе специалистов при 263-м ЗРП ВНА, сообщает, что партийно-политическая работа (ППР) существовала на уровне, далёком от формализма — это поддерживало настрой в группах, сплачивало коллектив. Официальная часть ППР сводилась к оформлению «красного уголка», при оборудовании которого в ход шли подручные материалы: столик, где можно было написать письмо, на стенках — Состав Политбюро ЦК КПСС, верховное командование Вооружённых сил СССР, стопки брошюр. Фильм «Свадьба в Малиновке» специалисты прокручивали несколько раз на порванном экране. Дни рождения отмечали дарением альбома с памятной надписью и бутылкой водки (1 бут. на 5 человек), что было «узаконено» их старшим — подполковником В. И. Филипповым.
В перерывах между налётами американской авиации советские военные специалисты вместе с вьетнамскими товарищами проводили коммунистические субботники, по выходным устраивали концерты. Генерал-майор А. Ф. Поздеев описывает один из концертов, подготовленный советскими военными совместно с работниками советского посольства в одной из частей ПВО под Ханоем. По его словам, были моменты, когда чувствовалось, что слушатели понимают его без перевода. Когда концерт закончился, вьетнамские товарищи встали и начали дружно скандировать на русском языке: «Дружба! Дружба!». В заключение вечера выступил политрук Нгуен, который сказал: «Возможно, завтра нас ожидает очередной бой с американскими стервятниками, мы будем сражаться мужественно и стойко, как делала это советская партизанка Зоя!» (многие вьетнамские военнослужащие читали советские книги, переведённые на вьетнамский язык, и хорошо знали о подвигах Героев Советского Союза, совершённых ими в годы Великой Отечественной войны)
С вьетнамской стороны, проводимая политработа заключалась в том, что советских специалистов, расквартированных в столице, периодически приглашали на лекции о подвигах вьетнамского народа в борьбе с французами и американцами. В Ханое была развёрнута постоянно пополнявшаяся выставка, на которой демонстрировалась уничтоженная авиационная техника США.

### Медико-санитарные условия
Влажный климат, отсутствие необходимых средств личной гигиены и в первую очередь ванны и душа явились главной причиной заболевания многих специалистов. Как правило, эти заболевания не поддавались лечению, и больных отправляли в Союз. Полковник мед. службы, Заслуженный врач Российской Федерации Е. Т. Назаренко в своём докладе «Влияние климатических факторов и боевой обстановки на здоровье и результаты боевой деятельности советских военных специалистов во Вьетнаме. Организация медицинской помощи в боевых условиях» сообщает, что специфических особенностей в работе медицинского состава Группы СВС во Вьетнаме было немало. Достаточно сказать, что практически каждый военнослужащий из числа Группы был вынужден обращаться за медицинской помощью к врачу. В связи с этим руководство ВС было вынуждено включить в состав каждой полковой группы специалистов врача, а также направить в ДРВ группу врачей-консультантов из числа ведущих специалистов окружных, центральных военных госпиталей, клиник Военно-медицинской академии. Консультативная помощь врачами-специалистами оказывалась на базе медицинского пункта посольства СССР во Вьетнаме, непосредственно в местах дислокации полковых групп. Стационарное лечение проводилось в госпитале советско-вьетнамской дружбы (вьет. Bệnh viện Hữu Nghị Việt Xô) врачами госпиталя при участии в случае необходимости советских коллег.

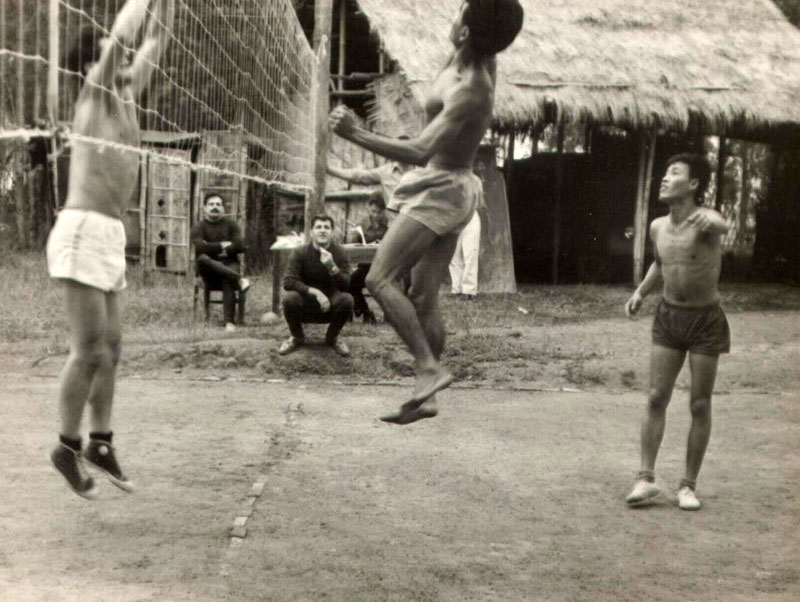
Товарищеский матч по волейболу между советскими военными специалистами и их вьетнамскими подопечными

О своём пребывании в Ханойском военном госпитале Н. Н. Колесник особо отмечает, что по сей день хорошо помнит лица и даже голоса вьетнамских военных медиков — врачей и медсестёр, вылечивших его от тяжёлой изнурительной болезни — амёбной дизентерии, которую он подхватил во время несения службы на боевой позиции 71-го огневого дивизиона 285 ЗРП. К несчастью, он не сразу обратился за помощью к военврачу их группы специалистов, так как советских военных специалистов-стартовиков в полку остро не хватало и заменить его в тот период было просто некому. Поэтому к моменту поступления в госпиталь болезнь его изрядно истощила: при росте 177 см его вес был всего 49 кг. Благодаря стараниям и заботам вьетнамских врачей и медсестёр болезнь отступила, и уже через две недели он вернулся в боевой строй. По его впечатлению, даже очень болезненные уколы, сделанные их нежными девичьими руками, казались ласковым прикосновением и не вызывали такой сильной боли.

### Будни и досуг

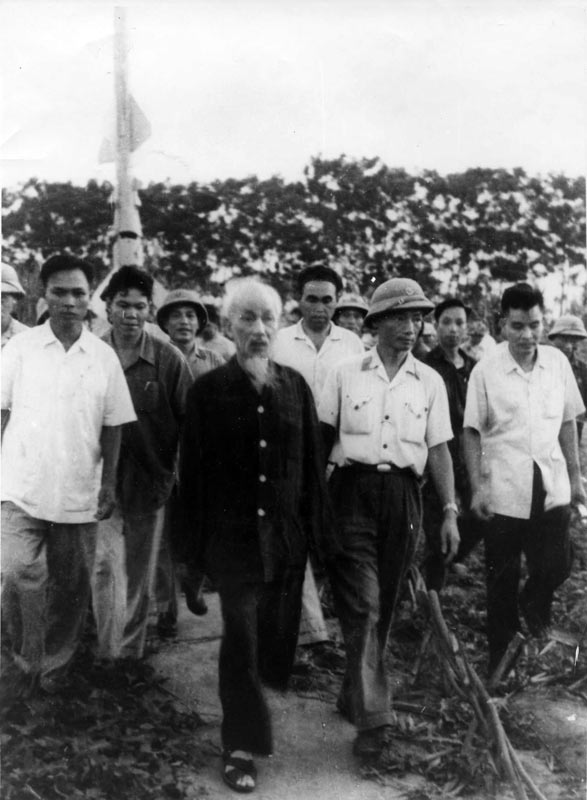
Президент Хо Ши Мин на огневой позиции 61-го зенитно-ракетного дивизиона

Из воспоминаний Николая Колесника: «После занятий, тренировок и заправок ракет мы не скучали. Вспоминали истории из своей доармейской и „довьетнамской“ жизни, рассказывали анекдоты. Кстати, вьетнамцам наши анекдоты очень нравились.
Вечерами пели под гитару песни. У нас был отличный гитарист, знающий много песен, Саша Куракин. Чаще других звучали: „Главное, ребята, сердцем не стареть“, „В далёкий край товарищ улетает“, „Подмосковные вечера“*, „Дороги“, „У моря, у синего моря“, „Песня о тревожной молодости“*, „Там, вдали, за рекой“, „Берёзы“*, „Распрягайте, хлопцы, коней“, „Перед дальней дорогой“, „Вечер на рейде“*, „Севастопольский вальс“, „Врагу не сдаётся наш гордый «Варяг»“, „Землянка“, „Ой, цветёт калина“, „Летят перелётные птицы“, „Напиши мне, мама, в Египет“, „Клён ты мой опавший“, „Геологи“*, „Два берега“*, „Осенние листья“, „Я люблю тебя, жизнь“*, „Песня фронтового шофёра“, „Тот, кто рождён был у моря“, „Спят курганы тёмные“, „На безымянной высоте“, „Давно не бывал я в Донбассе“, „Течёт Волга“, „Хотят ли русские войны“*, „Песня о друге“, „Бригантина“, и конечно же, „Катюша“*. Но наиболее сильное впечатление создавала песня „Одинокая гармонь“*: знойная тропическая ночь, мерцание светлячков, звон цикад, крупные звезды на тёмном небе и… „Снова замерло все до рассвета…“.
Многие из этих песен (отмечены *) вместе с нами пели и вьетнамцы на русском и вьетнамском языках.
Из вьетнамских песен мы пели марш бойцов Фронта освобождения Южного Вьетнама „Зай фам Вьетнам“ (Освободим Вьетнам).
Иногда проводили соревнования по волейболу между советской и вьетнамской сборными. Играли вечером, когда немного спадёт жара. Играли азартно, „болели“ тоже азартно. Каждую подачу своей команды болельщики сопровождали дружным возгласом „Ух!“. На волейбольной площадке соратники становились „противниками“, искренне переживая проигрыш своей команды. Волейболисты как с нашей, так и с вьетнамской стороны были классные, и баталии разыгрывались нешуточные, но всегда побеждала дружба.
Настоящим праздником были дни, вернее, вечера, когда на позицию приезжала кинопередвижка и показывали фильмы. Сначала короткий документальный вьетнамский — о последних боевых действиях в Южном Вьетнаме с синхронным переводом, затем художественный, советский».
Советские военные и гражданские специалисты, направленные во Вьетнам, в свободное от основной деятельности время уделяли внимание отправке и получению личной корреспонденции. Все советские граждане, командированные во Вьетнам, очень ждали дипломатическую почту, день прибытия которой всегда был большим праздником. Другой связи с домом и родными не было. По свидетельству секретаря-делопроизводителя при штабе Старшего Группы советских военных специалистов во Вьетнаме Л. И. Росляковой, писем для всех специалистов приходило очень много: иногда получали по несколько мешков.
Генерал армии Ф. Ф. Кривда в своих мемуарах отмечал, что праздник Тэт (вьетнамский Новый год по лунному календарю) имел общенациональный характер — в городах стоял сплошной грохот взрывов петард. Он не смолкал всю ночь и на следующий день, а фактически, треск раздавался всю неделю. В сравнении с празднованием Нового года в России вьетнамцы, по мнению Кривды, обошли русских — у них был просто фанатизм и отмечали свой Новый год они уж больно шумно: израсходованного пороха, видимо, хватило бы на маленькую войну. Советских военных и гражданских специалистов также приглашали к праздничному столу и, по старой вьетнамской традиции, дарили дорогому гостю маленькое цветущее мандариновое дерево, усыпанное мелкими плодами — генералу Кривде их преподнесли Министр обороны Ван Тиен Зунг и начальник политуправления Тью Хюи Мань.
Новогоднее поздравление Хо Ши Мина
 советским военным специалистам
По традиции Президент Хо Ши Мин обращался к населению своей страны с новогодним поздравлениями в стихах. Советским военным специалистам также вручали открытки с этими стихами. Один экземпляр такой открытки, подаренной в канун 1967 — года козы по восточному календарю — сберёг полковник Б. А. Воронов. В своих стихах вьетнамский лидер отмечал успехи советского оружия в деле уничтожения американской авиации (773 сбитых американских самолёта за год), желал новых свершений в борьбе за изгнание американских захватчиков и выражал уверенность в Победе.
Герой России, заслуженный военный лётчик СССР полковник С. А. Сомов в своих мемуарах также описал празднование Тэт: Перед взором советских специалистов открывались многочисленные представления, фейерверки, народные гулянья, представления с национальной музыкой и народными танцами, и, наконец, драматическая борьба с огромным, искусно выполненным драконом. Вьетнамцы, тем временем, отправлялись в свои буддийские храмы — пагоды. Всё это советские военные видели впервые и для них всё было удивительным и интересным. В первый день Тэт президент Хо Ши Мин по традиции навещал товарищей, которые прошли с ним тяжёлый путь борьбы против французских колонизаторов, а затем и американских империалистов. Он не преминул встретиться и с советскими специалистами. По словам Сомова, Дядюшка Хо (как уважительно его называли вьетнамцы), встретил их как старых добрых знакомых и заговорил с ними на русском языке. Вскоре они уже по-дружески фотографировались на память.
Советские ветераны Войны во Вьетнаме переняли добрую традицию и по-прежнему справляют Тэт вместе с их вьетнамскими товарищами.

### Творчество
Бродим мы по болотам Вьетнама, 
В мокрых джунглях клубится туман, 
В русском сердце — открытая рана, 
Боль твоя в моём сердце, Вьетнам.
Как написал в своих воспоминаниях бывший заместитель старшего группы специалистов ПВО по политической части Группы СВС во Вьетнаме генерал-майор А. Ф. Поздеев: Среди военных и других советских специалистов, в разное время находившихся во Вьетнаме, было много самобытных и талантливых людей — поэтов, музыкантов, исполнителей авторской песни. В своих произведениях они отражали настроение людей, воспоминания о Родине, о семье, о любимых, о дружбе мужской, о боевом братстве.
Николай Ткаченко написал поэму «Скоркин (Тёркин) во Вьетнаме». Многие стихи М. Толкачева были положены на музыку и получился замечательный цикл песен «Вьетнамские грезы». М. Портнягин написал слова и музыку песни «Друг». Много стихов написал Ю. Гатинский: «Ханойский вечер», «Тропические сугробы», «Южный крест». Несколько хороших песен написал В. Куплевахский. Кассеты и тетради с записями этих песен многие увозили в Союз, как память о боевых друзьях тех суровых дней. Чрезвычайный и Полномочный посол СССР в отставке А. C. Зайцев, будучи 3-м секретарём посольства СССР в ДРВ на всём протяжении 1960-х гг., в командировках во Вьетнаме услышал многие произведения устного песенного творчества, в исполнении находившихся в Ханое военных специалистов. По его словам, песни советских военных специалистов во Вьетнаме освещали скупые подробности их деятельности, которая была неведома даже советским дипломатам, непосвящённым в эту закрытую область. Учитывая, что подавляющее большинство всех советских граждан, находящихся во Вьетнаме, составляла молодёжь, песни на военную тему были очень популярными в их среде — эти песни заучивали, переписывали друг у друга на магнитофоны. При этом особой популярностью пользовались песни, написанные на стихи молодого, талантливого поэта из военно-научной группы, которого все почему-то называли «Комаром», по свидетельству Зайцева, его песни неизменно звучали на всех «посиделках» советской молодёжи в Ханое.
| «Кто на Кубе был, кто в Египте был» Кто на Кубе был, кто в Египте был, Тот давно себе «москвича» купил. Мы ж везём домой лишь из пробки шлем, Да кусок крыла эф сто пятого. |  | «Привыкли мы к тревогам и бомбёжкам» Привыкли мы к тревогам и бомбёжкам Нам скучно будет в стороне родной. Мы не хотим на Кубу и в Египет, Плевать на деньги с жёлтой полосой. |

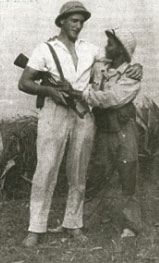
Боевое братство — сержант В. В. Трегубов вместе с вьетнамским боевым товарищем

Некоторые произведения были написаны на злобу дня — по окончании срока работы во Вьетнаме, советские специалисты получали в счёт неизрасходованных вьетнамских денег сертификаты «Внешпосылторга» с синей полосой. На них можно было купить некоторые товары в магазинах «Берёзка». Эти сертификаты по стоимости приравнивались к советскому рублю, в то время как в других странах, где не было войны, советские специалисты получали сертификаты с жёлтой полосой или «бесполосные», которые имели стоимость в пять и более раз выше советского рубля. Кроме того, дефицитные и наиболее качественные товары на сертификаты с синей полосой не продавались. Полковник А. Д. Ярославцев, прослуживший во Вьетнаме более года начальником 8-го Учебного центра и старшим группы СВС при 263-м зенитно-ракетном полку ВНА, подготовивший два зенитных ракетных полка ВНА и сам принимавший активное участие в боях, за 15 месяцев ратного труда в джунглях Вьетнама, в тяжелейших климатических и медико-санитарных условиях, под бесчисленными ударами авиации противника, получил сумму, которой не хватило не то что для покупки советского мотоцикла, но даже не было возможности купить нормальное пальто (более того, ежемесячного денежного довольствия офицеров, не хватало даже на питание и табачные изделия). Стоит ли говорить, что в отличие от оплаты ратного труда советских военных специалистов, американские военнослужащие, воевавшие во Вьетнаме, получали высокую заработную плату в твёрдой валюте, которая позволяла уцелевшему в войне бывшему безработному, вернувшись живым в Соединённые Штаты, открыть свой «бизнес». Американские военнослужащие, кроме того, что у них было хорошее обеспечение питанием, одеждой и всем необходимым для жизни, могли заказать по каталогам, всё, что им было нужно, при этом заказы доставлялись по любому адресу — обо всём этом было очень хорошо известно советским специалистам. К примеру, капитан ВВС США Р. Э. Темперли служивший в 496-й эскадрилье 388-го полка тактической авиации базирующейся на авиабазе Корат в Таиланде, был сбит над Ханоем 27 октября 1967 года и попал во вьетнамский плен. На допросе он поведал: «Я получал примерно 725 долларов в месяц, то есть столько же, сколько другие капитаны ВВС. Каждый месяц нам давали надбавки за участие в военных действиях. Все пилоты получали по $100 за боевой вылет. Более опытные лётчики — несколько больше. Я получал $125, затем военная надбавка $65…» Советским специалистам было досадно и непонятно, почему их ратный труд в регионе, где шла жестокая и беспощадная война, оценивается так низко в материальном выражении? Отсюда, рождались строки в духе «Кто на Кубе был, кто в Египте был», повествующие об осязаемых преимуществах службы в составе Группы советских военных специалистов на Кубе или в Египте. Но в то же время советские военные специалисты гордились той ответственной и трудной задачей, которую они с честью выполняли во Вьетнаме, потому у авторов той же крамолы, рождались и совершенно другие стихи, полностью отрицающие предыдущие, как, например, «Привыкли мы к тревогам и бомбёжкам» — где пелось о том, что им наплевать на финансовые и бытовые, и вообще любые материальные трудности, и долг воина-интернационалиста для них стоит на первом месте.
| «Дорога № 1» Стервятник дым пустил и, воя, Пошёл грызть землю за скалой. Им не даёт нигде покоя Ракет советских грозный бой. |  | «У Тхайнгуенского моста» Нет крепче дружбы той солдатской, Что закалялась, словно сталь, В борьбе с ордой американской У Тхайнгуенского моста. |  | «Воюющий Вьетнам» Нам состоянье риска так знакомо, Когда у некоторых падают штаны, А мы боялись «Шрайков» и «Фантомов» Гораздо меньше собственной жены. |

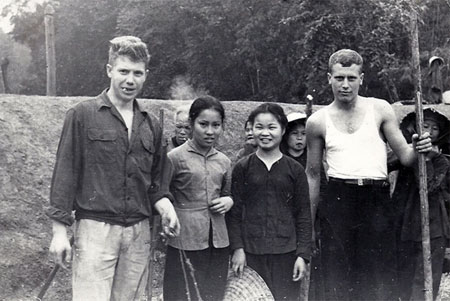
Советские воины помогают мирным вьетнамским крестьянам в восстановлении сельскохозяйственных объектов, разбомбленных американцами

Из песен становились известными некоторые моменты из полной риска работы военно-научной группы в тяжёлых вьетнамских условиях. В одной из песен говорилось, как советские специалисты «наперегонки» с китайскими продирались через джунгли и топи рисовых полей к упавшим американским самолётам и неразорвавшимся ракетам, стараясь быть первыми. В них были сетования и на то, что обладателями наиболее «лакомых» военных трофеев, порой становились китайцы. Наполнены были эти песни пронзительной ностальгией о Родине, мечтой о скорой встрече с родными и близкими. Учитывая, что многие советские офицеры во Вьетнаме, прошли тяжёлые испытания Великой Отечественной войны, для молодёжи, которая эту войну не застала, война во Вьетнаме стала таким же дерзким вызовом — проводятся многочисленные параллели между минувшей и нынешней войной, Вооружённые силы США в стихах очень часто сравниваются с Вермахтом, а сами американские войска с гитлеровскими оккупантами. Любовная лирика также напоминает советские песни военных лет, например, песня «В шесть часов вечера после войны» обращённая к любимой девушке, была сочинена на мотив песни к одноимённому советскому кинофильму.
Некоторые стихи описывали непосредственно бои и сражения с американской авиацией. Так, в ходе трёхмесячного противостояния военнослужащих 260-го зенитно-ракетного полка Московского округа ПВО против Военно-воздушных сил США, случались скоротечные бои, после одного из которых, один из офицеров, начальник станции разведки и целеуказания А. В. Гусев написал боевую песню «У Тхайнгуенского моста» на мотив известной песни «На безымянной высоте» из популярного кинофильма «Тишина». Эта песня стала полковым гимном части.
Советские специалисты очень скучали по своим семьям, по родным и близким, по родной земле. Этому и посвящено одно из первых, известных в настоящее время стихотворений, написанных советскими военнослужащими во Вьетнаме — «Бродим мы по болотам Вьетнама».
| «С мыслью о Родине» Во вьетнамской столице мне нынче не спится, Грустя и волнуясь, стою у окна. Луна серебрится, а сердце, как птица, На крыльях в Россию уносит меня. |  | «Суровый бой» Когда прохлады сердце просит И сыт дыханьем знойным юга, Мне вспоминаются метели, Скрипящий иней и снега. |  | «Хочу я снега на грудь» Хочу небес синеву, Хочу мороза вдохнуть, Хочу узор по стеклу, Хочу я снега на грудь! |  | «Тропические сугробы» Только мне бы обратно к сугробам, Чтоб без писем поговорить, Снег пушистый руками потрогать, На губах твоих лёд растопить. |  | «В шесть часов вечера после войны» В шесть часов вечера после войны Ты на свиданье со мной приходи, На площади Арбатской тебя я буду ждать, Осколок эф сто пятого под мышкою держать. |

Большинство стихов, по вполне понятной причине, не авторизованы (так как установление их авторства могло грозить авторам весьма определёнными нежелательными последствиями), поэтому, по большей части, они представляли собой офицерский и солдатский фольклор в виде самодельных книжечек с машинописными листками, которые долгое время хранились «на полке» в укромном месте и широкой публике о них стало известно лишь благодаря бережному отношению детей и внуков советских ветеранов Вьетнама. Так, большая часть известных ныне стихов были обнародованы сыном бывшего начальника штаба Группы СВС в ДРВ полковника Б. А. Воронова — Юрием Вороновым, который бережно хранил отцовские записи. Как отмечается в издании Института военной истории, эти строки, с бесхитростной простотой и щемящей выразительностью передают мысли и чувства тех, кто вернулся с этой войны и тех, кому вернуться с неё было не суждено…
Лауреат Ленинской премии в области науки и техники А. М. Аносов, работавший в составе военно-научной группы, сообщает о ставшей для них чем-то вроде полкового гимна, песне «По мот чам гам!» (вьет. một trăm gam), которая суммирует в себе все трудности работы советских военных исследователей во Вьетнаме.
| «Прощание» И от стервятников воздушных, И на земле, в любом бою Мы, как ветераны войны прошлой, Всегда дадим отпор врагу. |  | «Будем помнить» И мы советские ребята, Те, что приехали сюда Помогать мы будем рьяно Парням Вьетнама завсегда. |  | «Воспоминания о Вьетнаме» Команда «Пуск!», прессуя время, Пронзая неба синеву, Ракета мчится точно к цели, Пират трепещет — смерть ему! |  | Другу Вспомни дороги и переправы, Как тело налито в походе свинцом. Вьетнамских детишек, бегущих оравой, Кричащих вдогонку машинам: «Ленсо!» |  | «По мот чам гам!» За всё, что было там, За нашу молодость в Ханое По «мот чам гам»! По «мот чам гам»! |

Подобно фронтовым ансамблям песни и пляски, поднимавшими боевой дух советских воинов на фронтах Великой Отечественной, к советским специалистам во Вьетнаме также приезжали различные деятели культуры и искусства из СССР и соцстран, — поэты, писатели, художники — которые посвящали свои произведения в том числе и их ратному труду. Таковыми были поэмы «Дорога номер один» Е. А. Долматовского (1967) и Е. А. Евтушенко (1971), обе написанные под впечатлением от сочинённого безымянным автором стихотворения «Дорога № 1», посвящённого, как нетрудно догадаться, военным перевозкам по Тропе Хо Ши Мина. Эти произведения, в переработке мэтров советской поэзии, лишённые упоминаний о прямой советской военной помощи Вьетнаму, появлялись на страницах советской многотиражной прессы и даже на грампластинках новомодных аудио-изданий, например, музыкального журнала «Кругозор».
Когда в конце января 1966 года в Ханой приехал Красноярский ансамбль песни и пляски, специалистов ночью, прямо с позиций, привезли на концерт, который продолжался до трёх часов ночи. При дефиците заезжих артистов, советские военные, как водится, устраивали собственную художественную самодеятельность. Вечерами, в короткие часы отдыха, специалисты пели любимые отечественные песни. По признанию полковника И. В. Бондаренко, это очень помогало снимать нервное напряжение и очень нравилось вьетнамцам. В 8-м Учебном центре, под руководством замполита дивизиона В. Н. Кочуланова и замполита полка В. А. Крупнова был организован небольшой военный ансамбль, который исполнял народные песни, а самой популярной в его репертуаре была украинская песня «Черемшина» (укр. «Вівчара́ в садочку, в тихому куточку, жде дівчина, жде…»).

#### Освещение советской военной помощи Вьетнаму в советской и российской поп-музыке
Позже, в любительской аранжировке, появлялись псевдоамериканские песни советской дворовой молодёжи,
вроде «Фантома», — повествующего о вьетнамских подвигах непобедимого аса Ли Си Цына, почему-то очень хорошо знающего русский язык), — позднее популяризированного стараниями неформалов и Чиж & Co, в авторской переработке её солиста С. Чигракова;
My name is Johnny на манер широко известной в годы Великой Отечественной Comin’ in on a Wing and a Prayer Г. Адамса и Дж. Макхью — на этот раз о тяготах и злоключениях простого американского паренька, попавшего на службу в экипаж B-52 Stratofortress и сбитого над Вьетнамом (переходя из одного двора в другой в виде устного творчества под гитару, и принципиально не имея никаких письменных оригиналов, эта песня изменялась с годами до неузнаваемости: «Май нэйм из Джонни» → «Мне имя Джонни» → «Мой милый Джонни» → «Хэлоу, Джонни» → «Во имя Джона» и т. д.), первые бобины с записью которой относятся к 70-м годам в исполнении подмосковного ВИА «Пятеро парней», позднее исполнялись многими представителями российской альтернативы, в том числе песенным коллективом «9-й район» и ему подобными, в диапазоне от шуточно-насмешливой до драматизированной, нарочито трагической интонации;
и другие, подобные упомянутым, произведения молодёжной поп-культуры.

## Вывод вооружённых сил США из Южного Вьетнама (1973) и объединение страны (1975)

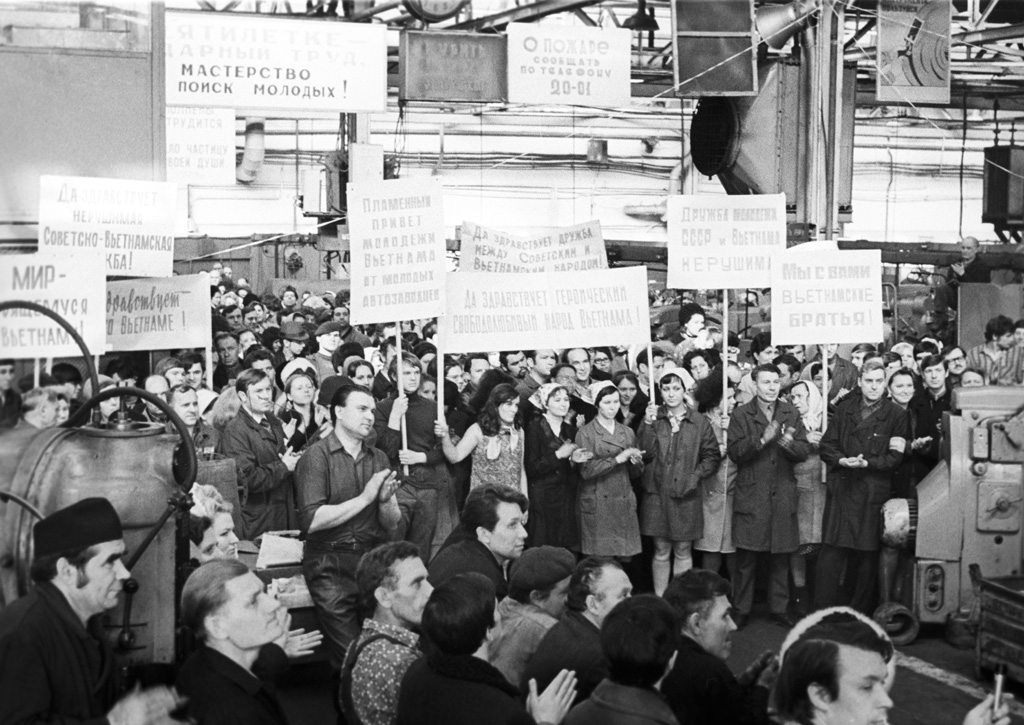
Трудящиеся АЗЛК выражают свою братскую солидарность с вьетнамским народом и празднуют его победу над американскими оккупантами

К концу декабря 1972 года американцы прекратили операцию «Лайнбэкер 2» и были вынуждены 27 января 1973 года подписать Парижское соглашение о прекращении бомбардировок ДРВ и выводе своих войск из Вьетнама на условиях, предложенных вьетнамской стороной, а в марте того же года последние воинские подразделения США покинули Вьетнам.
Обстановка, однако, продолжала оставаться напряжённой, поскольку Парижское соглашение не выполнялось ни Северным, ни Южным Вьетнамом. В 1975 году, когда бои шли уже на подступах к Сайгону, советский военно-советнический аппарат был готов к разного рода «сюрпризам» с американской стороны. Тем не менее, Вооружённые силы США были уже неспособны повторить крупномасштабное вторжение по примеру десятилетней давности: Информационно-аналитическое управление внешней разведки КГБ СССР под руководством генерал-лейтенанта госбезопасности Н. С. Леонова в своём докладе сообщило о невозможности высадки американского десанта на территорию Северного Вьетнама — это существенно облегчало задачи, стоявшие перед Вьетнамской Народной Армией и помогавшими ей советскими военными специалистами.
К апрелю 1975 года, началу броска северян на Юг, созданная группировка ВНА обладала полным превосходством над армией сайгонского режима в технике и вооружении, что в значительной степени и обеспечило ей победу на территории Южного Вьетнама.
Противник ВНА, южновьетнамская АРВ, в то время была одной из крупнейших в мире и насчитывала свыше миллиона человек личного состава, более 2 тыс. танков и бронетранспортёров, 2500 самолётов и вертолётов, 1600 кораблей и судов различного типа, а также много другой военной техники. Однако, всей этой вооружённой на американские деньги армии потребовалось 50 дней для того, чтобы прекратить своё существование.
В итоге США, несмотря на своё огромное военное и экономическое превосходство, не смогли добиться реализации поставленных целей в войне во Вьетнаме. Сайгонский режим, несмотря на продолжавшуюся экономическую и политическую помощь США, на оставленные арсеналы боевой техники и вооружения, не смог удержать власть и весной 1975 года рухнул под ударами северовьетнамской армии.

## Военно-техническое сотрудничество СССР (России) и Вьетнама на послевоенном этапе

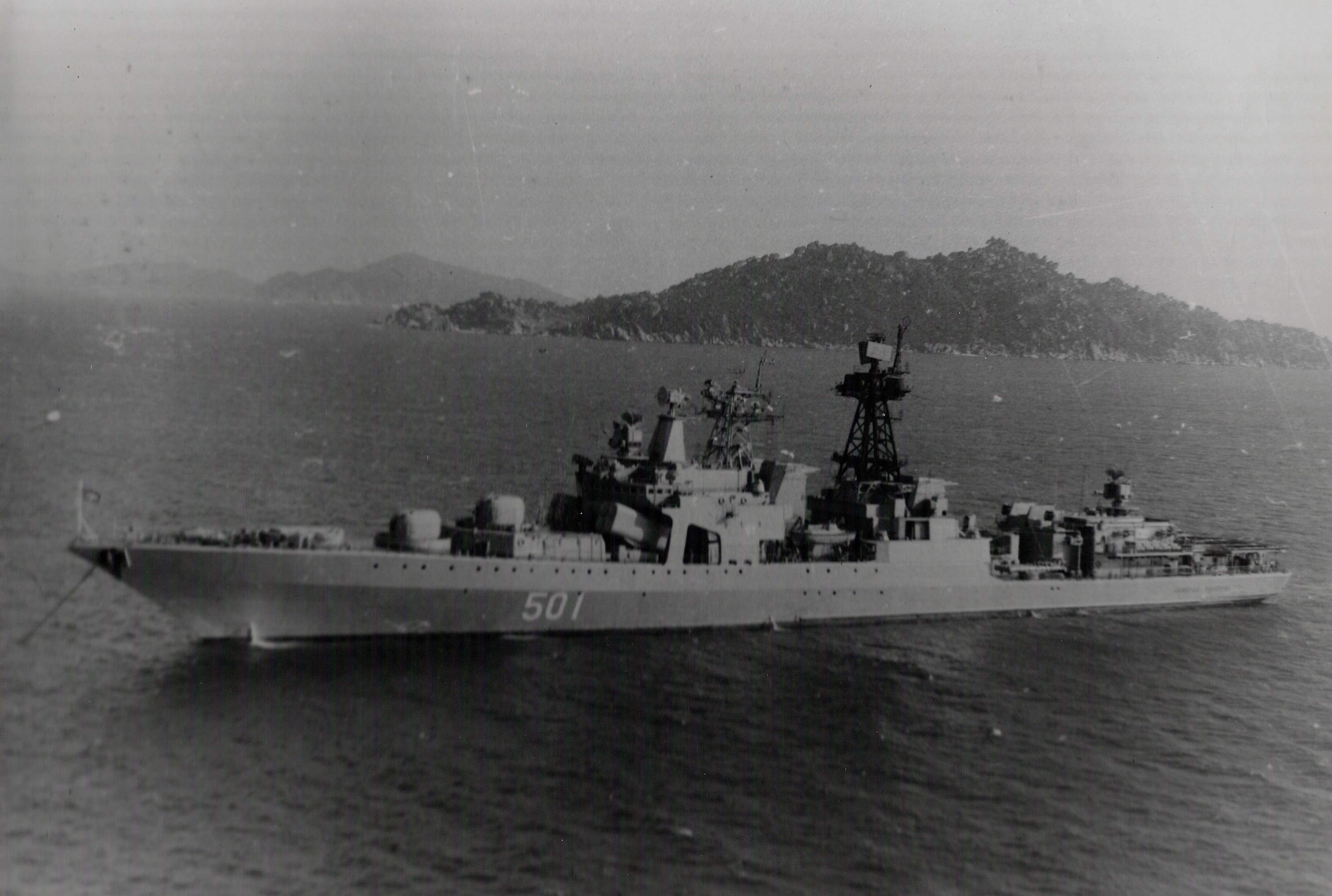
БПК «Адмирал Захаров» на рейде в бухте Камрань, 1991 год

Необходимость в квалифицированных специалистах для обучения боевой работе на новых зенитно-ракетных комплексах С-75 и С-125 не отпала по окончании войны, и в конце 1970-х годах во Вьетнаме по-прежнему работали советские ракетчики, преподававшие в училище ПВО Социалистической Республики Вьетнам. С началом китайско-вьетнамских пограничных конфликтов в страну также командировались офицеры-ракетчики на должности советников. Некоторым, как, например, генерал-майору ракетных войск В. Ф. Чурсину, дали всего два дня на сборы.
В конце 1970-х годов, в свете роста китайско-вьетнамской напряжённости, вьетнамцы решили обезопасить морские коммуникации от провокаций со стороны ВМФ НОАК и ВМФ США, и предложили советской стороне укрепить своё присутствие во Вьетнамской бухте и на полуострове Камрань. Советские военные специалисты проявили интерес к этим важным геостратегическим объектам — ввиду своего крайне удачного географического расположения, они давали существенное стратегическое превосходство над вероятным противником — американцами и их сателлитами. Майор авиации И. Е. Михелевич сообщает, что местоположение Камрани давало возможность контролировать морские коммуникации из Тихого океана в Индийский, в случае необходимости противодействовать судоходству в этом районе (в том числе переходу кораблей 7-го флота США), а также изолировать американские базы на Филиппинах — военно-морскую базу Субик-Бей и авиационную базу «Кларк Филд». Кроме того, размещение на полуострове средств радиоразведки и радиоэлектронной борьбы позволяло контролировать военную обстановку в близлежащих зонах активности вероятного противника. В начале декабря 1978 года в Ханой для ознакомления с инфраструктурой базы и проведения предварительных переговоров о её совместном использовании в интересах ВМФ СССР и ВМС СРВ вылетела группа офицеров центрального аппарата ВМФ и Тихоокеанского флота во главе с начальником Управления международного военно-технического сотрудничества ВМФ СССР контр-адмиралом В. С. Козловым. Официально совместное использование базы Камрань флотами СССР и СРВ было закреплено правительственным соглашением от 2 мая 1979 года. В 1982 году стороны подписали дополнительный протокол, в котором оговорили дислоцирование в порту Камрани, около одноимённого города, оперативной эскадры и смешанного авиационного полка ВМФ СССР. Осваивать бывший американский аэродром начали в 1981 году дальние противолодочные Ту-142 и разведчики Ту-95РЦ авиации Тихоокеанского флота, составившие впоследствии 2-ю эскадрилью 169 осап. С ноября 1983 года в Камрани стала базироваться и 1-я авиаэскадрилья, в которую вошли самолёты Ту-16 (ракетоносцы, заправщики, постановщики помех) также из состава авиации ТОФ. Для специально-технического и тылового обеспечения кораблей Тихоокеанского флота, следующих в Индийский и Тихий океаны и обратно, командованием Вооружённых сил СССР рассматривались варианты размещения промежуточных пунктов их базирования в Южно-Китайском море — на Юге освобождённого Вьетнама и в освобождённой от «красных кхмеров» Кампучии. Для кораблей советского Тихоокеанского флота, выполнявших задачи боевой службы в Индийском и Тихом океанах, в Южно-Китайском море, с созданием в глубоководной бухте (что позволяло заходить в неё подводным лодкам и океанским кораблям) и на полуострове Камрань, 922-го пункта материально-технического обеспечения, а фактически — военно-морской базы, наступило значительное облегчение в плане несения боевой службы в Тихом и Индийском океанах. 922-й пункт материально-технического обеспечения (вьет. Điểm cung cấp vật liệu — kỹ thuật số 922) функционировал по 2001 год, а 4 мая 2002 года последние подразделения Вооружённых сил РФ покинули полуостров.

### Формирование авиационной составляющей на базе Камрань
Первый отряд самолётов Ту-95РЦ 304-го гвардейского отдельного дальнеразведывательного авиаполка и ракетоносцев Ту-16 169-го гвардейского ракетоносного полка перелетели во Вьетнам на аэродром Камрань уже в 1979 году.
В 1982 году 169-й гвардейский МРАП 25-й ракетоносной дивизии ТОФ переформирован в 169-й гвардейский смешанный авиаполк, и направлен к новому месту дислокации — база ПМТО Камрань, Демократическая Республика Вьетнам. В составе полка были 16 Ту-16 различных модификаций (1-я АЭ), 4 Ту-95РЦ, 4 Ту-142 и два Ан-26 (2-я АЭ); 12 МиГ-23МЛД и 2 МиГ-23УБ (3-я АЭ), а также вертолётный отряд Ми-14. Истребители для третьей эскадрильи выделили ВВС Дальневосточного ВО, Ту-16 и вертолётов на ТОФ было достаточно своих, а вот Ту-95РЦ вместе с экипажами командировались во Вьетнам из Хороля, тогда как противолодочники Ту-142 по такой же системе перелетали с Каменного Ручья. В Хороле, для поддержания баланса сил, вместо убывшего полка была сформирована 341-я отдельная гвардейская морская ракетоносная эскадрилья.
169-й гвардейский САП числился в составе 25-й дивизии, в оперативном отношении подчиняясь командиру 17-й оперативной эскадры ТОФ, затем полк стал отдельным.
Служба на вьетнамской земле стала серьёзным экзаменом для авиаторов. Первые экипажи заменялись каждый квартал, а потом, по мере улучшения бытовых условий, — каждые полгода. С постройкой жилья и улучшения условий жизни весь личный состав базы Камрань служил по ротационной системе: 2 года «холостяки» (или без семьи) и три года — с семьёй.
Справочное издание Министерства обороны США — Soviet Military Power — оценивало радиус действия Ту-16, который он способен был покрыть без дозаправки, в 1800 миль, что, по мнению полковника ВВС США Д. Дж. Хейса, позволяло СССР в военное время наносить удары сразу по всем американским силам в Юго-Восточной Азии, Японии, Индонезии, и на Филиппинах.
Адмирал У. Дж. Кроу охарактеризовал эту передислокацию и сопряжённое с ней развитие военно-авиационной инфраструктуры Вьетнама как цепь событий, в корне меняющих военно-стратегическую ситуацию в регионе.

### 169-й отдельный смешанный авиационный полк
Аэродром Камрань использовался для базирования 169-го отдельного смешанного авиационного полка (осап) ТОФ. Генерал-майор авиации А. И. Сикваров писал в своём труде по истории советской военно-морской авиации, что лётчики 169-го осап выполняли чрезвычайно сложные и ответственные задачи, при почти что прифронтовом образе жизни. Создание 169-го отдельного смешанного авиационного полка с подчинением командиру 25-й морской ракетоносной авиадивизии (мрад) было начато 20 декабря 1982 года в гарнизоне Хороль Приморского края на базе 169-го гвардейского морского ракетоносного Рославльского авиационного полка ВВС ТОФ, в новом, оригинальном по подходу, формировании. До перебазирования на аэродром «Камрань» шло формирование и слаживание лётного состава полка. В это же время на аэродроме в Камрани силами личного состава военно-строительного отряда ТОФ, 26-й оперативной бригады кораблей и судов, 922-го ПМТО и узла связи производились работы по восстановлению взлётно-посадочной полосы, ближнего и дальнего привода, всей инфраструктуры военного аэродрома. Были построены деревянные модули для штаба полка и проживания личного состава, общежития для офицеров. Штатная численность полка составляла 741 человек, в том числе: 357 офицеров, 187 прапорщиков и 197 сержантов и матросов срочной службы. 3 декабря 1983 года 1-я и 2-я авиаэскадрильи 169-го осап произвели посадку на аэродром Камрани и приступили к лётной работе с территории СРВ. В ноябре 1986 года 169-й осап, уже при нахождении его в Камрани, был выведен из подчинения командира 25-й мрад и подчинён непосредственно командующему ВВС ТОФ. Полк выполнял по 4—5 лётных смен в неделю, в том числе в ночное время. Действуя с аэродрома Камрань, экипажи 169-го осап вели разведку в околоэкваториальных широтах и омывающих восточное побережье Азии морях. Как сообщает контр-адмирал Н. Ф. Матюшин, перед 169-м осап стояли следующие задачи:
- Несение боевой службы нарядами сил на самолётах Ту-142, Ту-95РЦ (поиск, обнаружение и слежение за подводными лодками, попутная воздушная разведка, ведение воздушной разведки кораблей, судов, корабельных, авианесущих ударных группировок, выдача целеуказания заинтересованным штабам ТОФ и 17-й опэск);
- Несение боевой службы в Южно-Китайском море нарядами сил из состава авиагруппы на вертолётах Ми-14ПЛ (поиск, обнаружение и слежение за подводными лодками вероятного противника в заданном районе моря, на подходах к базе Камрань, ведение попутной воздушной разведки);
- Совершенствование лётно-тактической выучки в боевом порядке составом 1-й эскадрильи по применению ракет К-10 с дозаправкой самолётов топливом в воздухе;
- Противовоздушное прикрытие кораблей 17-й опэск, аэродрома, объектов 922-го ПМТО в бухте и на полуострове Камрань от авиационного нападения вероятного противника самостоятельно и во взаимодействии с зенитно-ракетной бригадой Вьетнамской Народной Армии, базирующейся в Камрани;
- Несение боевого дежурства в готовности к перехвату воздушных объектов в нейтральных водах на заданных рубежах нарядами сил 3-й авиационной эскадрильи на самолётах МиГ-23МЛД.

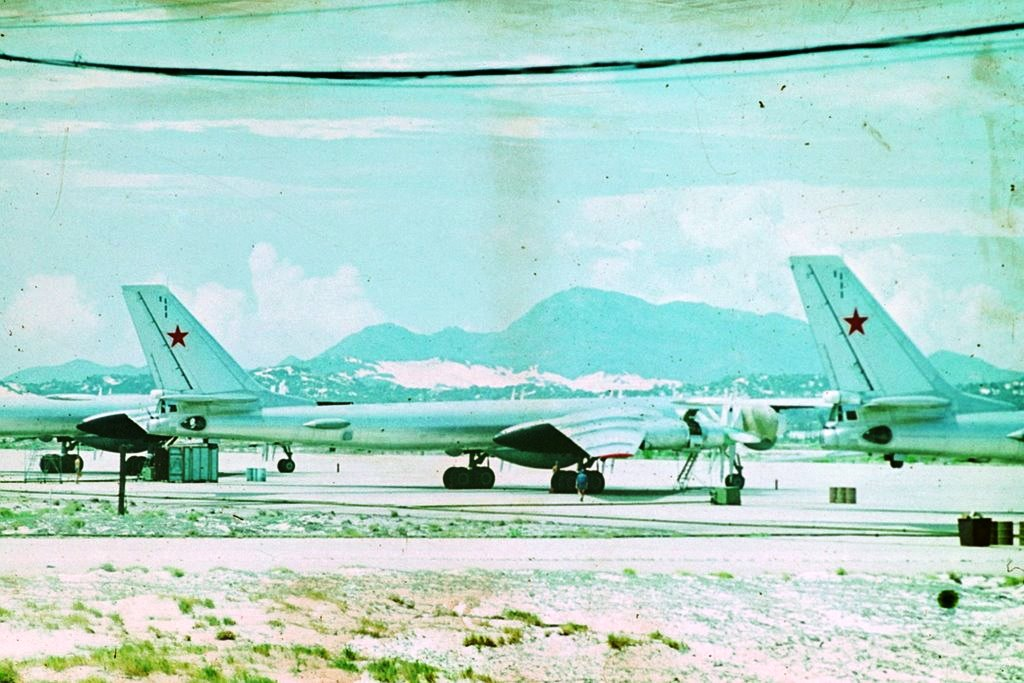
Дальние противолодочные самолёты Ту-142М на аэродроме «Камрань». Благодаря вьетнамским пунктам базирования, морская разведывательная авиация и подводный флот СССР, работали в тех регионах планеты, которые до 1970-х гг., американцы считали своей исключительной собственностью

Дальние самолёты-разведчики и ракетоносцы ТОФа садились на аэродроме вьетнамского Дананга, а затем на нашей военно-морской базе в Камрани.
В 1980-е годы, после вывода из состава эскадры нескольких соединений, главную роль в деятельности 6-й эскадры подводных лодок стала играть 19-я бригада. Она приняла в свой состав знаменитые «Варшавянки», что позволило с более высоким качеством решать поставленные задачи. Самой яркой из них является освоение военно-морской базы Камрань во Вьетнаме. При этом субмарины не прекращали своего присутствия в Индийском океане.
Директор ЦРУ Уильям Дж. Кейси в разведывательной сводке № 11-6-84 за ноябрь 1984 г. докладывал высшему руководству США, что Вооружённые силы СССР имеют пункты материально-технического обеспечения в Хошимине, Дананге и Хайфоне, но ключевым советским ПМТО в Юго-Восточной Азии является Камрань. В свете китайско-вьетнамского конфликта 1979 года вьетнамцы сами были заинтересованы в размещении дополнительных советских сил в Камрани. Кейси признавал, что значительное наращивание боевых возможностей ВМФ СССР в Камрани с 1979 по 1983 год создавало серьёзные препятствия американцам в планировании и осуществлении их секретных операций во всём регионе Юго-Восточной Азии. 922-й ПМТО в Камрани обеспечивал действия большего числа военных кораблей, чем любая другая военно-морская база за пределами Советского Союза: от 22 до 30 боевых кораблей. Казарменные сооружения базы были способны принять от 500 до 1,5 тыс. человек личного состава. Советская радиоразведка с Камрани была способна засекать и отслеживать передвижения ВМФ США в Южно-Китайском море, Филиппинском море и в восточной части Индийского океана. Кейси докладывал о размещении на Камрани подразделения Морской пехоты СССР, оборудовавшей полосу препятствий и осуществлявшей регулярную боевую подготовку, и, как предполагал Кейси, количество советских морских пехотинцев будет только расти. Он также предполагал использование советской военно-морской авиацией Аэродрома Фанранг. Кампучийские порты были низко развитыми в плане портовой инфраструктуры и не имели никаких географически значимых преимуществ, поэтому ВМФ СССР ограничивался кратковременными визитами в порты Камбоджи, и в Генштабе не было планов относительно размещения советского контингента в стране. По оценке Кейси, советско-вьетнамская дружба, даже несмотря на мелкие противоречия, была нерушима: Вьетнам зависел от советской экономической и военной помощи от натравленного на него американцами Китая. Прогнозируя сценарий потенциально возможного нового военного конфликта с участием Китая и Вьетнама, Директор ЦРУ давал своему руководству неутешительные прогнозы: даже если им и удалось бы во второй раз натравить Китай на Вьетнам, ВС СССР быстро восстановил бы свой порядок в регионе и отразил бы любые наступательные инициативы Вооружённых сил Китая, в том числе быстро разгромил бы Военно-морские силы Китайской Народной Республики. Даже при самом неблагоприятном для СССР развитии событий боевые возможности позволяли удерживать ВМФ КНР на безопасном расстоянии. В случае глобального конфликта с участием США, имевшихся возможностей было не достаточно, чтобы совсем пресечь деятельность ВС США, но вполне достаточно, чтобы основательно нарушить морские коммуникации и таким образом свести к нулю возможность переброски американских войск и их сателлитов куда бы то ни было на Тихоокенском театре военных действий новой мировой войны.

### 362-я гвардейская отдельная смешанная авиационная эскадрилья
1 декабря 1989 года в связи с началом общего сокращения Вооружённых сил СССР был сокращён и 169-й осап. Были выведены все самолёты Ту-16. 3-ю эскадрилью расформировали, её самолёты убыли к прежнему месту дислокации. Оставшиеся самолёты (6-10 единиц) свели в 362-ю отдельную гвардейскую смешанную авиаэскадрилью (огсаэ). Однако и эта эскадрилья просуществовала недолго: 11 мая 1993 года она была расформирована на основании директивы ГШ ВМФ 3 марта 1993 года. Для обеспечения полётов самолётов военно-транспортной авиации в интересах главного военного советника Министерства национальной обороны СРВ, а также прибывающих из Владивостока или из европейской части страны по плану Генерального штаба (к примеру, истребителей пилотажной группы «Витязи» и др.) на аэродроме сформирована 128-я авиационная комендатура.
128-я авиационная комендатура прекратила своё существование 2 мая 2002 года.

## Ветеранское движение

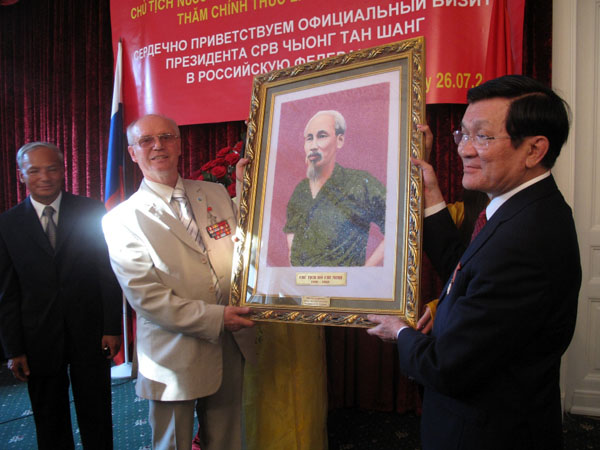
Президент Вьетнама Чыонг Тан Шанг вручает портрет Хо Ши Мина руководителю ветеранского движения Н. Н. Колеснику, в ходе официального визита 26 июля 2012 года

5 августа 1970 года на первой встрече советских военных специалистов (СВС), возвратившихся на Родину из сражающегося Вьетнама была создана Общественная организация ветеранов войны во Вьетнаме. С почина генерал-лейтенанта В. Н. Абрамова, традиционным местом ветеранских сборов, проводимых с тех пор ежегодно 5 августа в 18:00 («в шесть часов вечера после войны»), является площадь перед Большим театром. В 1989 году Союз ветеранов войны во Вьетнаме, — так первоначально называлась организация, вошёл в состав Международной комиссии Советского комитета ветеранов войны. С июня 1996 года, организация носит официальное название Межрегиональная общественная организация ветеранов войны во Вьетнаме (вьет. Tổ chức Xã hội liên khu vực của các cựu chiến binh tại Việt Nam) совместно с Институтом военной истории МО РФ, Российским комитетом ветеранов войны и военной службы, Межрегиональной ассоциацией воинов-интернационалистов и Межрегиональной общественной организацией ветеранов войны во Вьетнаме занимается организацией и проведением научно-практических конференций, награждением ветеранов Вьетнамской войны, презентацией мемуаров и документальных исследований. Организация поддерживает тесные связи с посольством и военным атташе СРВ в РФ, с центральными исполнительными комитетами других ветеранских и общественных организаций. Организация насчитывает в своих рядах 215 человек, из них 18 участников Великой Отечественной войны. Постоянно действующий руководящий орган организации — Президиум под руководством Н. Н. Колесника.
Оценивая роль ветеранских организаций в проведении научно-практических мероприятий и вклад ветеранов в военную науку в целом, доктор исторических наук, профессор, заместитель начальника Института военной истории МО РФ капитан 1 ранга В. Н. Вартанов, подчеркнул, что все они — воины-интернационалисты, люди, обладающие огромным профессиональным, практическим и жизненным опытом: «Это поистине золотой фонд нашей страны и её Вооружённых сил, настоящие подвижники»

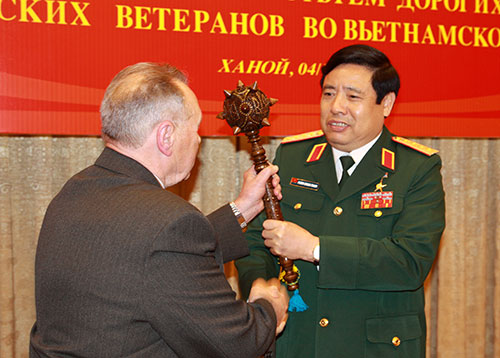
Руководитель украинской ветеранской делегации вручает символ казацкой военной власти — гетманскую булаву — Министру обороны Вьетнама Фунг Куанг Тханю

Аналогичные организации действуют в Беларуси и Украине. Украинская организация ветеранов войны во Вьетнаме (объединяет свыше четырёхсот ветеранов) проводит регулярные встречи с военными Социалистической Республики Вьетнам и во взаимодействии с аппаратом военного атташе посольства СРВ на Украине, организует поездки делегаций украинских ветеранов, принимавших участие в отражении американской агрессии по местам боевой славы.
К 40-летию победы в битве «Дьенбьенфу в воздухе», по приглашению министра национальной обороны Вьетнама, в стране побывала делегация ветеранов из России, с Украины и из Беларуси. 4 декабря 2012, во время приёма делегации в Министерстве обороны Вьетнама, министр обороны Фунг Куанг Тхань подчеркнул: «Помощь в борьбе за национальную независимость и свободу, которую оказали Вьетнаму Россия, Украина и Беларусь в составе тогда ещё СССР, — помощь, которая способствовала вьетнамской победе над США, — и поныне вызывает чувство глубокой благодарности у вьетнамского народа». На приёме ветеранов в Президентском дворце, прошедшем в тот же день, президент Чыонг Тан Шанг поблагодарил ветеранов за колоссальный вклад в дело борьбы Вьетнама за национальное освобождение, который внесли советские бойцы и командиры. По словам президента, вьетнамский народ благодарен советскому народу, и его дружба с народами бывшего СССР нерушима. Президент также отметил, что ветеранское движение вносит заметный практический вклад в развитие всестороннего стратегического партнёрства между Вьетнамом и странами Содружества независимых государств. Со своей стороны, ветераны высоко оценили успехи Вьетнамской Народной Армии в деле послевоенного строительства и высокие результаты в боевой подготовке и выучке их бывших подопечных и выразили готовность и дальше помогать официальным властям в деле укрепления традиционной дружбы между Вьетнамом и указанными странами.
| |  |  |  |  |  |  |  |  |
| Фотографии с поездок ветеранских делегаций и приёмов высоких вьетнамских гостей; официальных встреч на высшем уровне и других мероприятий, осуществляемых ветеранским движением |  |  |  |  |  |  |  |  |

### Современные проблемы ветеранов
Председатель президиума Межрегиональной общественной организации ветеранов войны во Вьетнаме Н. Н. Колесник, обращает внимание на то обстоятельство, что до апреля 1989 года, о советских ветеранах Вьетнамской войны в самом СССР, в отличие от Вьетнама, где их вспоминали с благодарностью, мало кто что-либо знал или слышал — их участие в войне во Вьетнаме было окутано мраком секретности, тогда как в наводнивших видеопрокат американских боевиках вовсю прославлялись сомнительные подвиги парней в зелёных беретах на многострадальной вьетнамской земле. Вехой в восстановлении исторической правды можно считать 13 апреля 1989 г., когда в центральном печатном органе Министерства обороны СССР — газете «Красная звезда», майором А. И. Докучаевым была опубликована статья «И мы защищали Вьетнам», состоящая из воспоминаний участников войны во Вьетнаме.
Это была одна из первых в СССР публикаций о советских военных специалистах — участниках войны во Вьетнаме. И только после этой публикации их, наконец, признали участниками боевых действий на территории других государств, но далеко не всех. Вне правового поля действия Федерального закона «О ветеранах» от 12 октября 1995 г. остались:
1. Служащие Советской Армии — главным образом, женщины, выполнявшие работу по штатной должности зав. делопроизводством в штабе Старшего Группы СВС во Вьетнаме;
2. Специалисты предприятий и НИИ оборонных отраслей промышленности СССР — разработчики и доработчики боевой техники;
3. Экипажи военных разведывательных судов, в годы войны действовавших в территориальных водах Вьетнама и в Тихом океане;
4. Гражданские специалисты — работники предприятий различных министерств и ведомств СССР.

Многие проблемы ветеранов, по-прежнему остаются нерешёнными: нищета и безденежье, отсутствие льготных лекарств, кратное сокращение числа региональных представительств объединяющей их ветеранской организации и безразличное отношение властных структур и руководства страны.
Ситуация осложняется тем, что во время войны, в военные билеты запись об участии в боевых действиях не вносилась из-за режима секретности. Служебные характеристики составлялись командованием Группы советских военных специалистов только на офицерский состав. Архивы многих воинских частей после развала Советского Союза и раздела армии не сохранились. Особенно это касается ветеранов, проживающих в сельской местности и в бывших союзных республиках. А из архива Главного управления международного военного сотрудничества Министерства обороны РФ (в просторечии — «десятки») на ветеранские запросы чаще всего присылают стандартный ответ: «Войсковая часть запрашиваемыми сведениями не располагает». При этом даже государственные награды за боевые действия, как СССР, так и Вьетнама, не являются достаточным основанием для инстанций, ведающих выдачей удостоверений участникам боевых действий для положительного решения их проблемы. Служебные инструкции, изданные Министерством труда и социального развития РФ, замыкают этот «порочный круг» на официальном уровне. Иными словами, в случае, если воинскую часть, в которой когда-то нёс службу ветеран, расформировали, то доказать что-либо в таком случае становится практически невозможно. Надежды в решении этого вопроса возлагаются, главным образом, на те ветеранские организации, чьи представители делегированы в качестве депутатов в Государственную думу и могут тем самым повлиять на законодательный процесс, в первую очередь — МООВ «Боевое братство», не менее десяти членов которого являются депутатами ГД ФС РФ.

## Увековечивание памяти
О советско-вьетнамском сотрудничестве напоминает ряд монументов на территории Вьетнама, а также экспозиция в Музее военной истории в Ханое.